# Военная операция России в Сирии
Вое́нная опера́ция Росси́и в Си́рии (официально — специа́льные зада́чи на террито́рии Сири́йской Ара́бской Респу́блики) — участие Вооружённых сил Российской Федерации в гражданской войне в Сирии на стороне правительственных войск и проправительственных военизированных формирований как против террористических формирований «Аль-Каиды», «Исламского государства» и «Джебхат ан-Нусра», так и против сил сирийской оппозиции. Операция началась 30 сентября 2015 года и стала первой в истории постсоветской России, когда ВС РФ приняли участие в активных боевых действиях за пределами бывшего СССР. С тех пор Россия трижды объявляла о сворачивании военной операции и своего контингента в Сирии, однако продолжала участвовать в боевых действиях.
К концу 2017 года «Исламское государство» в Сирии было разгромлено, и значимая часть территории республики перешла под контроль правительства, а сферы влияния различных сил в стране несколько стабилизировались. Однако в конце 2024 года, в ходе стремительного наступления сирийской оппозиции, силы Башара Асада и поддерживающего его ВКС России потеряли контроль над всеми ранее контролируемыми территориями страны, а режим Башара Асада пал. В числе причин падения режима указывалось деморализация сирийских войск, полномасштабное российское вторжение на территорию Украины и обострение ирано-израильского конфликта.

## Предыстория
Для правительства Сирии военная ситуация в стране к моменту начала операции была катастрофической, угрожая поражением сирийской правительственной армии и захватом Дамаска, что привело бы к крушению режима Асада.
Террористические группировки и формирования вооружённой оппозиции осуществляли атаки преимущественно вдоль крупных транспортных магистралей в направлении крупных и густонаселённых городов и находились на подступах к Хаме, Дамаску, Латакии, Эль-Хасаке, Эс-Сувейде, что давало им стратегическое преимущество и контроль над целыми провинциями.
К моменту принятия решения о начале операции в Сирии в обоих крупнейших городах этой страны уже шли уличные бои, в результате которых Алеппо был полностью захвачен, а на территории Дамаска радикальными группировками контролировались отдельные городские кварталы, Международный аэропорт Дамаска, не останавливавший работу, постоянно подвергался обстрелам. Радикальные группировки к этому времени также установили контроль над большинством нефтяных месторождений. Крупнейшие нефтяные запасы, расположенные на территории от Ракки до Пальмиры и вблизи Дейр-эз-Зора, попали под контроль террористов. Правительственные силы были фактически прижаты к западной границе Сирии, а на севере страны участок линии фронта удерживали курды.

## Подготовка
26 августа 2015 года между Россией и Сирией было заключено Соглашение о размещении авиационной группы Вооружённых сил Российской Федерации на сирийской территории, согласно которому авиагруппа по просьбе правительства Сирии размещается на территории Сирийской Арабской Республики бессрочно, аэродром Хмеймим передаётся российской стороне безвозмездно. Всё вооружение, боеприпасы, оборудование и материалы ввозятся на территорию Сирии без сборов, пошлин и любого досмотра. Личный состав авиагруппы получает дипломатический статус. Соглашением определено, что присутствие российской авиации в Сирии «не направлено против других государств».
В августе — сентябре 2015 года в СМИ появились сообщения об увеличении российского контингента, включая отправку значительного количества военной техники и личного состава, в 720-м пункте материально-технического обеспечения ВМФ России и о возможности санкционирования Советом Федерации использования российских войск в Сирии — даже если США откажутся от предложения объединения сил. Российское руководство существование таких планов отрицало. По данным Reuters, важную роль в принятии Россией решения об участии в конфликте в Сирии сыграли тайный визит в Москву генерала Корпуса стражей исламской революции Касема Сулеймани и его переговоры с российским руководством. По данным издания Bloomberg, инициаторами начала военных действий в Сирии стали министр обороны Сергей Шойгу, секретарь Совета безопасности Николай Патрушев и глава Администрации президента Сергей Иванов. Возможность военного вмешательства в гражданскую войну в Сирии российское руководство начало рассматривать в августе 2015 года.
Действуя в соответствии с Договором «О дружбе и сотрудничестве между СССР и Сирийской Арабской Республикой» от 8 октября 1980 года, президент Сирии Башар Асад обратился к России с официальной просьбой об оказании военной помощи, на основании чего 30 сентября Совет Федерации дал президенту Российской Федерации Владимиру Путину согласие на использование Вооружённых сил Российской Федерации на территории Сирии. При этом речь шла лишь о применении военно-воздушных сил для оказания авиационной поддержки сухопутным войскам Сирии, без проведения наземной операции.
Высказывалось мнение, что в ходе гражданской войны руководство САР утратило легитимность и, соответственно, право выступать от имени Сирии с запросами о военной помощи. К моменту начала операции широкое признание (в том числе со стороны трёх постоянных членов СБ ООН — США, Великобритании и Франции) в качестве «законных представителей сирийского народа» получил оппозиционный Сирийский национальный совет. Другие исследователи, однако, писали, что подобные «политические признания» отличались от признания в правовом понимании этого термина. При таком подходе, эти «политические признания» не влекут последствий для права руководства САР выступать в качестве представителей Сирии, несмотря на возможную потерю [внутренней] легитимности. Просьба президента Асада к России о военной помощи являлась просьбой высшей международно-признанной (в том числе представляющей страну в ООН) власти страны и, в отличие от Йемена, иностранные военные действия в котором были начаты по просьбе полностью лишённого фактической власти руководителя, правительство САР к сентябрю 2015 года обладало (хотя и не на всей территории Сирии) фактической государственной властью, контролировало «стратегическое ядро» страны, в том числе её столицу. Тезис о недопустимости принятия от правительств приглашений на вмешательство в гражданские войны является дискуссионным, общепринятого правила такого рода не существует.

## Задействованные силы

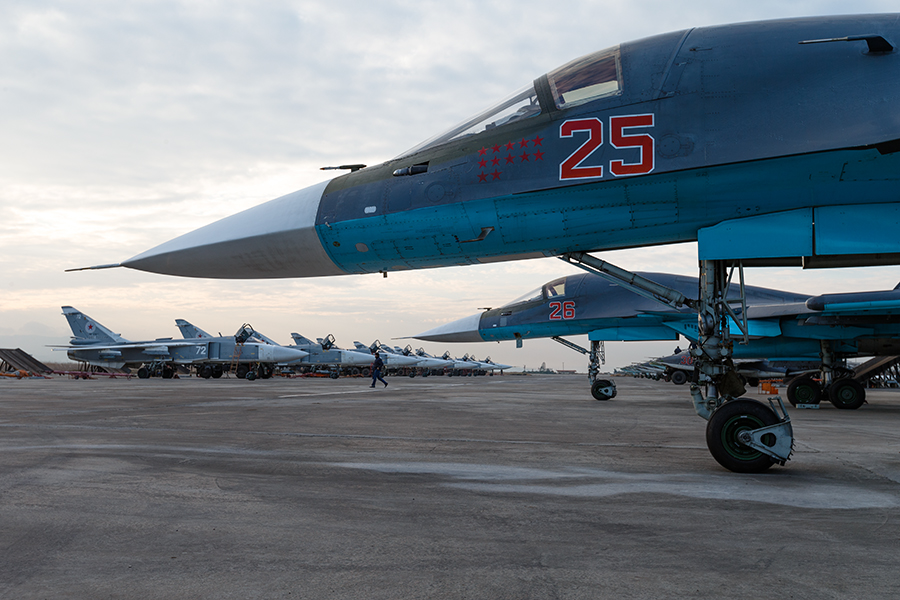
Самолеты ВКС России на Авиабазе Хмеймим

Для управления российскими силами в Сирийской Арабской Республике создано оперативно-стратегическое объединение «Группировка войск (сил) Вооружённых сил Российской Федерации в Сирийской Арабской Республике» (ГВ(с) ВС РФ в САР). За заслуги в обеспечении безопасности государства, героизм, мужество и самоотверженность, проявленные личным составом в ходе проведения операции по поддержанию международного мира 9 ноября 2023 года объединению вручён орден Суворова.
Полные данные о силах, привлекаемых для ведения боевых действий в Сирии, руководством ВС РФ не раскрывались. Достоверно не известен как полный состав российских войск на территории Сирии, так и полный перечень соединений и воинских частей, подразделения которых направлялись в Сирию.
Меньше всего публичной информации имеется об участии российских военнослужащих в сухопутных боевых действиях. Первоначально в Министерстве обороны РФ подчёркивалось, что в Сирии действует только авиация Воздушно-космических сил — в связи с этим военная операция официально именовалась «операцией ВКС России в Сирии». Лишь спустя некоторое время из доклада министра обороны Сергея Шойгу стало понятно, что поддержку сирийской армии оказывают и российские артиллеристы.

### ЧВК «Вагнер»
СМИ сообщали также об участии в военных действиях наёмников-россиян из так называемой «группы Вагнера», однако официально это не подтверждалось.
В ночь с 7 на 8 февраля 2018 года в провинции Дейр-эз-Зор произошло столкновение между западной коалицией, возглавляемой США, и сирийскими проправительственными формированиями. Массированный артиллерийский и авиационный удар вооружённых сил США привёл к многочисленным потерям среди сирийских сил. Масштабы потерь и сообщения о том, что среди погибших и раненых оказались российские граждане — контрактники из «группы Вагнера», вызвали широкий общественный резонанс в России и за рубежом. Российские министерства обороны и иностранных дел подчёркивали то, что российские военнослужащие не имели отношения к инциденту.

## Цели и задачи операции

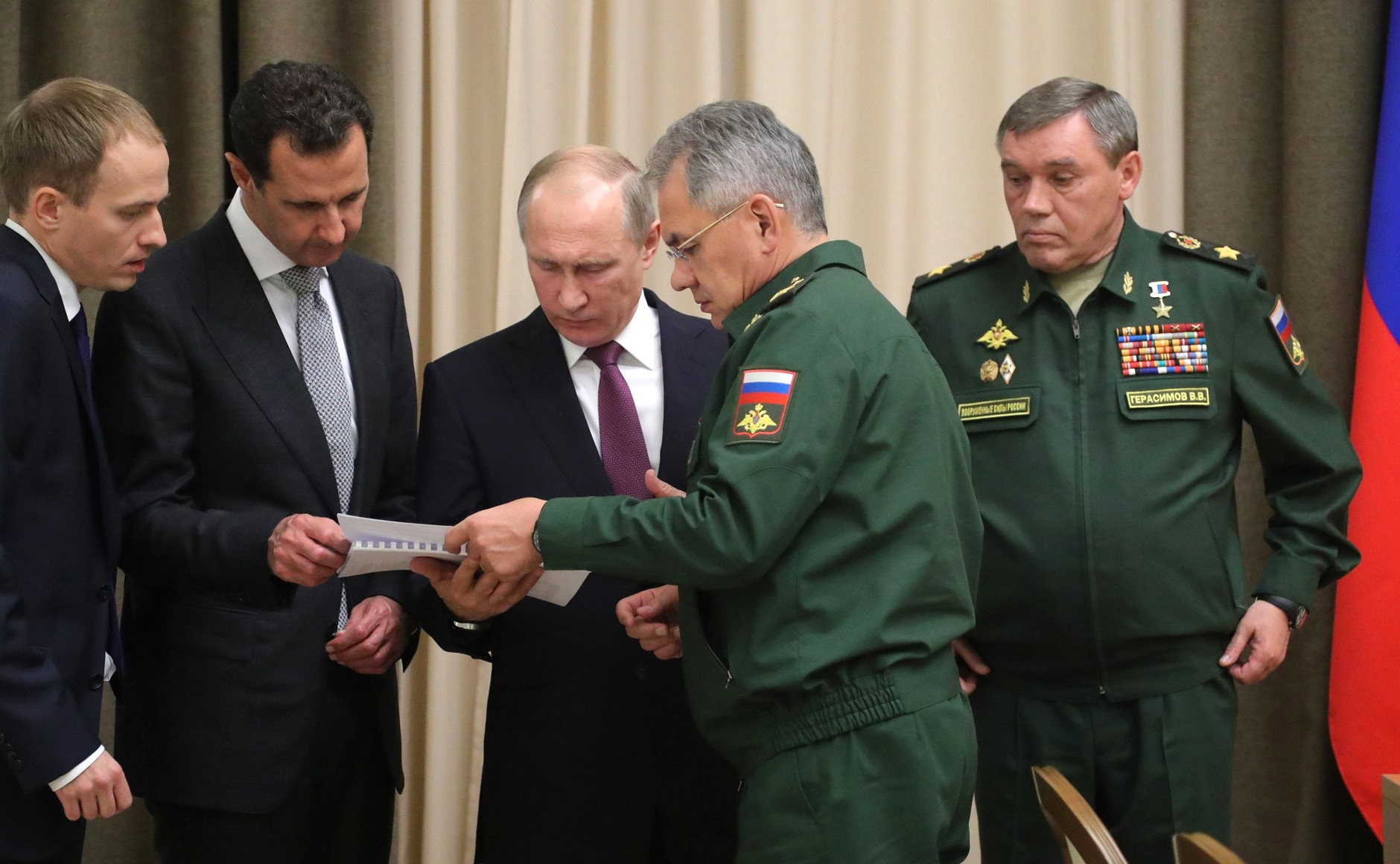
Президент России Владимир Путин, президент Сирии Башар Асад с министром обороны России Сергеем Шойгу и начальником Генерального штаба ВС России Валерием Герасимовым.
Сочи, 21 ноября 2017 года.

Согласно Александру Баунову, целями российской операции в Сирии являлись:
- уйти от междунарожной изоляции, образовавшейся после российской аннексии Крыма в 2014 году
- восстановить влияние РФ на Ближнем Востоке, утерянное после распада СССР
- установить РФ как глобальную державу, способную поддерживать своих союзников[46].

В статье «Нью-Йорк Таймс» от 24 февраля 2016 года были представлены пять основных, по мнению автора, целей российской операции в Сирии:
- предотвратить смену режима в Сирии, ставшую возможной благодаря внешнему вмешательству;
- сорвать планы США по внешнеполитической изоляции России;
- доказать, что Россия — более надёжный союзник, чем США;
- продемонстрировать возможности нового российского оружия;
- предложить новый внешнеполитический спектакль российской общественности, уставшей от войны на соседней Украине[47].

Как заявляли в Минобороны РФ в начале сирийской операции, целью ракетно-бомбовых ударов российской авиации были военные объекты (склады оружия и боеприпасов, горюче-смазочных материалов, техника, лагеря, пункты управления, узлы связи, командные пункты и др.) «Исламского государства», «Фронта ан-Нусра» (сирийского филиала «Аль-Каиды») и других террористических организаций, на стороне которых в Сирии воюют, в частности, и российские граждане. По данным МВД России, на начало 2016 года в боевых действиях на стороне ИГ в Сирии и Ираке участвовало около 3,5 тыс. граждан России. В феврале 2017 года президент России Владимир Путин сообщил, ссылаясь на данные российских спецслужб, что в Сирии на стороне боевиков сражаются до 4 тыс. граждан России и около 5 тыс. граждан стран бывшего СССР. Нейтрализация на чужой территории тех, кто мог бы, пройдя обучение у террористов, продолжить террористическую деятельность уже в России, стала одной из главных заявленных целей участия России в сирийском конфликте.
По утверждениям представителей сирийской оппозиции, а также США и их союзников, российские удары наносились большей частью по формированиям «умеренной» сирийской оппозиции, а не по силам «Исламского государства» и «Фронта ан-Нусра».
Российские ВКС действительно воевали отнюдь не только против «Исламского государства», особенно на начальной стадии операции. В 2015 году задача состояла не столько в том, чтобы нанести поражение ИГ, а в том, чтобы спасти оказавшийся в критическом положении режим Башара Асада, которому угрожали в первую очередь радикальные джихадистские группировки, не имевшие формального отношения к ИГ. Именно против них и были направлены основные удары ВКС до того момента, как в декабре 2016 года правительственные силы установили полный контроль над Алеппо, что стало переломным моментом в войне. В тот период ИГ не было для Башара Асада главным противником — фактически единственным местом, где сирийские войска вели активные боевые действия против ИГ, был район Пальмиры.
В марте 2016 года президент РФ Путин косвенно указал на то, что одной из целей операции стала проверка современной российской военной техники в боевых условиях. По данным Минобороны РФ, за период с 30 сентября 2015 года по декабрь 2017 года в боевых действиях в Сирии было применено 215 видов российских вооружений, включая высокоточные ракеты большой дальности «Калибр» и Х-101, «Искандер-М», «Точка-У» и Х-55.

### Участие в боях

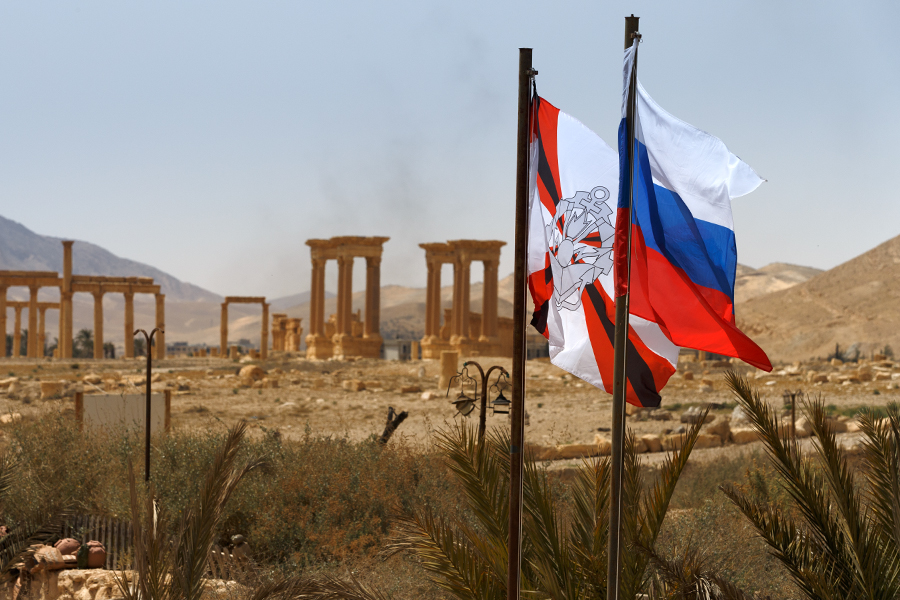
Флаги России и Инженерных войск ВС РФ в освобождённой при помощи ВКС России Пальмире, апрель 2016 года.

Российские ВКС осуществляли поддержку наступательным операциям Сирийской арабской армии и проправительственных сил в следующих боях:
- Наступление в Латакии (2015—2016)
- Наступление в Алеппо (2015—2016)
- Вторая битва за Шейх-Мискин
- Наступление на Ханассер (2016)
- Освобождение Пальмиры
- Битва за Эль-Карьятайн
- Наступление в Алеппо (сентябрь — октябрь 2016)
- Освобождение Алеппо
- Вторая битва за Пальмиру (2016—2017)
- Бои за Эс-Сухне
- Битва за Дейр-эз-Зор
- Бои за Идлиб
- Наступление на северо-западе Сирии (2024)

В секретном докладе НАТО, выдержки из которого были опубликованы в СМИ в феврале 2016 года, было отмечено, что блок НАТО направил в Сирию гораздо больше самолётов, чем Россия, однако ВКС России осуществляют более частые вылеты (40 российских самолётов совершали до 75 вылетов в день, в то время как 180 самолётов НАТО — до 20). Аналитики альянса отметили, что российская операция заставила террористов ИГ прекратить демонстрацию силы «из страха перед авиаударами». В то же время, согласно докладу, лишь 20 % российских авиаударов были направлены против ИГ, остальные же — против антиасадовской оппозиции.

## Командующие
- сентябрь 2015 — июнь 2016 —  генерал-полковник Александр Дворников (начальник штаба Центрального военного округа)[4],
- июль — декабрь 2016 — генерал-лейтенант Александр Журавлёв (начальник штаба Южного военного округа)[74],
- декабрь 2016 — март 2017 — генерал-полковник Андрей Картаполов (командующий войсками Западного военного округа)[75],
- март — декабрь 2017 — генерал-полковник Сергей Суровикин (командующий войсками Восточного военного округа[76]),
- декабрь 2017 — сентябрь 2018 —  генерал-полковник Александр Журавлёв (командующий войсками Восточного военного округа)[77],
- сентябрь — октябрь 2018 — генерал-лейтенант Сергей Кураленко (заместитель главнокомандующего сухопутными войсками по миротворческой деятельности)[78],
- октябрь 2018 — январь 2019 — генерал-лейтенант Александр Лапин (командующий войсками Центрального военного округа)[79],
- январь — апрель 2019 —  генерал-полковник Сергей Суровикин (главнокомандующий Воздушно-космическими силами)[80],
- 10 апреля — сентябрь 2019 — генерал-полковник Андрей Сердюков (командующий Воздушно-десантными войсками)[80],
- сентябрь 2019 — ноябрь 2020 —  генерал-лейтенант Александр Чайко (заместитель начальника Генштаба ВС РФ)[81],
- ноябрь 2020 — февраль 2021 — генерал-полковник Сергей Кузовлев (начальник штаба — первый заместитель командующего войсками ЮВО)[82],
- февраль — июнь 2021 —  генерал-полковник Александр Чайко (заместитель начальника Генштаба ВС РФ)[83],
- июнь — октябрь 2021 — генерал-лейтенант Евгений Никифоров (начальник штаба — первый заместитель командующего войсками ВВО)[84][85],
- октябрь 2021 — сентябрь 2022 — генерал-лейтенант Роман Бердников (командующий 29-й общевойсковой армией ВВО)[86],
- сентябрь 2022 — декабрь 2022 —  генерал-полковник Александр Чайко (командующий войсками Восточного военного округа)[87].
- с декабря 2022 — ноябрь 2023  генерал-полковник Андрей Сердюков,.[88][89]
- май 2024 — декабрь 2024 — генерал-лейтенант Сергей Кисель[90].
- с декабря 2024 —   генерал-полковник Александр Чайко[91]

## Ход операции

### 2015

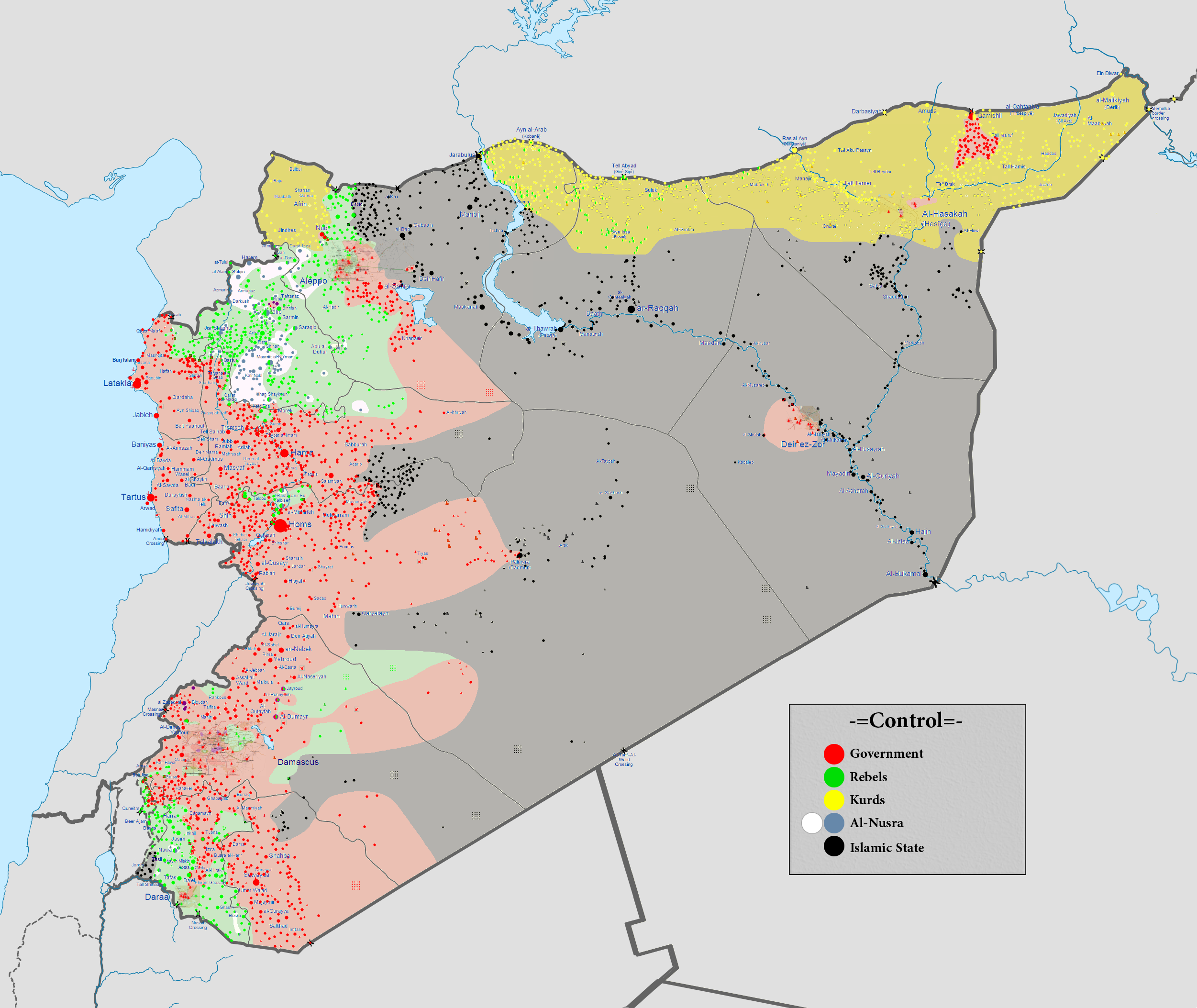
Ситуация в Сирии на момент ввода российского контингента (октябрь 2015)

Первые авиаудары на сирийской территории самолёты ВКС России нанесли 30 сентября 2015 года. Действия российской авиации позволили переломить ситуацию в пользу сирийского правительства и потеснить вооружённую оппозицию и террористов. С вступлением России в вооружённый конфликт ситуация изменилась в пользу сирийской армии. Уже через неделю она развернула наступление на антиправительственные формирования. 15 октября ВС САР и проправительственные формирования при поддержке российской авиации начали наступление на стратегически важный город Алеппо.
С 17 ноября удары ВКС России значительно усилились, к бомбардировкам позиций боевиков подключились бомбардировщики Дальней авиации. К 25 декабря 2015 года российская авиация совершила 5240 вылетов в рамках сирийской операции, в том числе 145 вылетов самолётов стратегической ракетоносной и дальней бомбардировочной авиации, к 14 марта 2016 года — свыше 9 тысяч боевых вылетов. Ту-95МС и Ту-160 впервые в истории участвовали в боевых действиях, нанося удары крылатыми ракетами воздушного базирования Х-555 и Х-101.
7 октября корабли Каспийской флотилии выполнили 26 пусков крылатых ракет «Калибр» из акватории Каспийского моря, уничтожив 11 целей на территории Сирии. 20 ноября корабли Каспийской флотилии выполнили 18 пусков крылатых ракет, поразив 7 целей на территории Сирии. 8 декабря 2015 года удары крылатыми ракетами по целям в Сирии произвела подводная лодка «Ростов-на-Дону» Черноморского флота, находившаяся в акватории Средиземного моря.
С ноября 2015 года российская авиация начала наносить удары по экономической инфраструктуре боевиков, уничтожая места нефтедобычи и колонны бензовозов с нелегальной нефтью.

### 2016

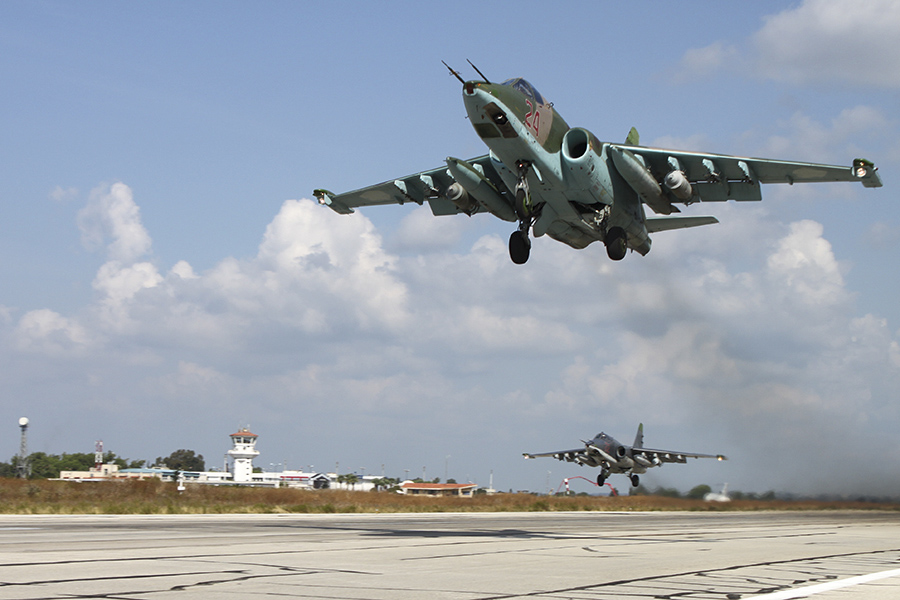
Взлёт российских штурмовиков Су-25

В начале 2016 года сопредседатели Международной группы поддержки Сирии — Россия и США — стали инициаторами соглашения о перемирии с группировками вооружённой оппозиции, главной целью которого стало разделение «умеренной оппозиции» и террористов.
С 30 сентября 2015 года по середину февраля 2016 года, когда начались переговоры о прекращении огня, российская авиация совершила более 7,2 тыс. вылетов с авиабазы Хмеймим, уничтожив свыше 12,7 тыс. объектов. Поддержка российских ВКС позволила сирийским правительственным войскам остановить территориальную экспансию террористических группировок и начать наступление в провинциях Хама, Идлиб и Алеппо. Кроме того, благодаря российским ударам террористы лишились более половины доходов от незаконно добываемой на сирийской территории нефти. Боевые потери ВС РФ составили три человека, один самолёт и один вертолёт.
23 февраля 2016 года МО РФ открыло на территории авиабазы Хмеймим Координационный центр по примирению враждующих сторон на территории Сирийской Арабской Республики.
27 февраля режим прекращения огня между правительственными силами и формированиями вооружённой оппозиции в Сирии вступил в силу. Режим прекращения огня не распространялся на «Исламское государство», «Джебхат ан-Нусра» и ряд других террористических организаций, признанных таковыми ООН. Примирение враждующих сторон обеспечивали российский Координационный центр на авиабазе Хмеймим, американский центр по примирению в Аммане (Иордания) и рабочая группа в Женеве. К перемирию присоединились сотни населённых пунктов.
14 марта президент Путин распорядился начать вывод «основной части» российской военной группировки с территории Сирии, поскольку «задача, поставленная перед Министерством обороны и Вооружёнными Силами, в целом выполнена». Вместе с тем, ВКС России продолжили нанесение ударов на территории Сирии.
Всего к 10 мая 2016 года было совершено свыше 10 тысяч боевых вылетов российской авиации и поражено более 30 тысяч объектов противника, кроме того было осуществлено 115 пусков крылатых ракет воздушного и морского базирования с судов ВМФ и самолётов стратегической авиации; последние совершили 178 боевых вылетов.
Решение о выводе основных сил РФ из Сирии было принято президентом Путиным по согласованию с сирийской стороной. Для мониторинга режима прекращения огня «в координации с иностранными партнёрами» в Сирии продолжали функционировать две российские базы — Хмеймим и Тартус.

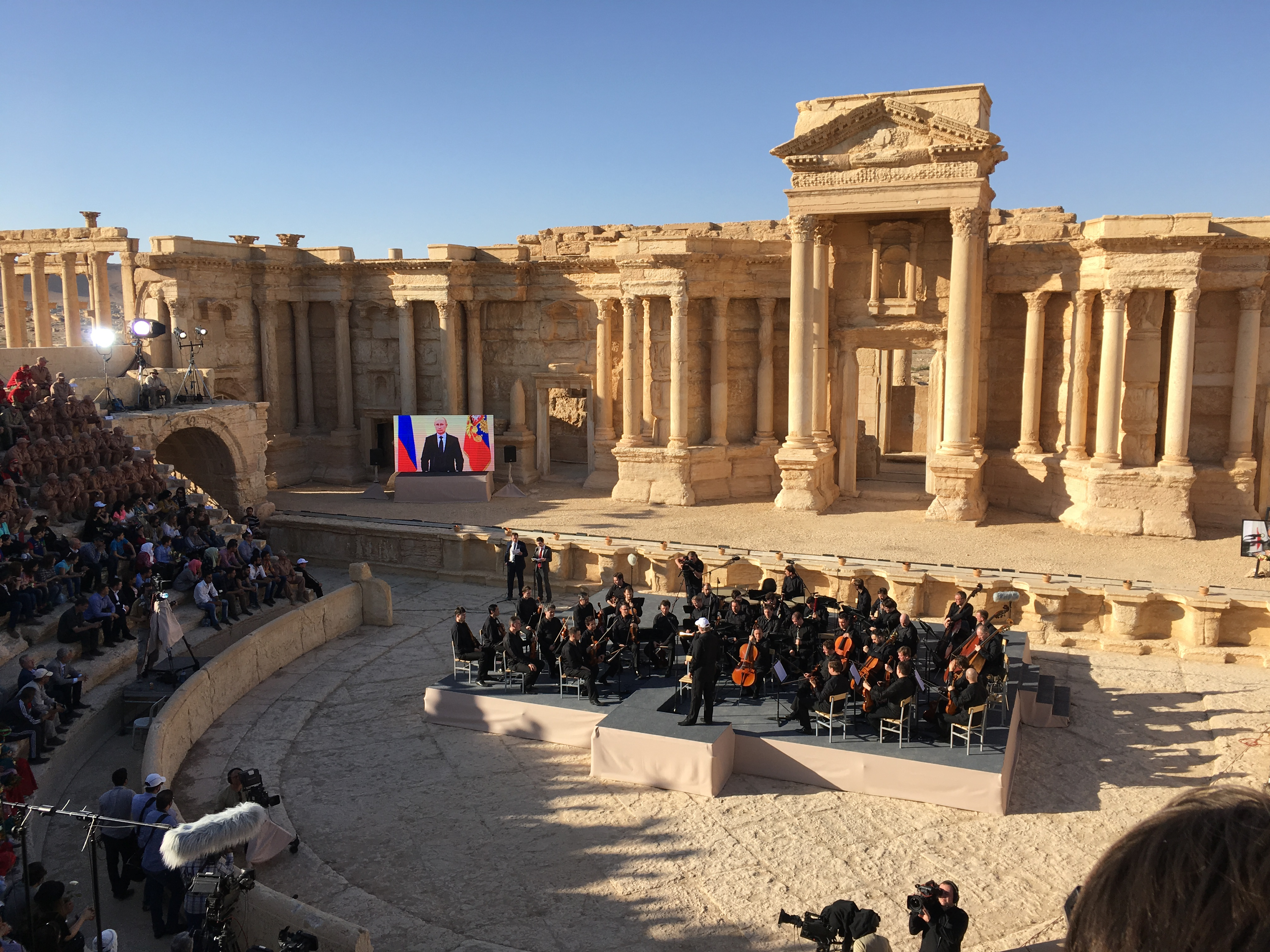
Концерт симфонического оркестра в освобождённой Пальмире

Подписание соглашения позволило сирийской армии сконцентрироваться на борьбе с формированиями «Исламского государства» в центральной Сирии. 6 марта началась операция по освобождению Пальмиры, в разработке которой принимали активное участие российские военные советники. Была организована мощная авиационная и артиллерийская поддержка наступающих войск. Несмотря на начатый частичный вывод российской группировки, в районе Пальмиры продолжали действовать военнослужащие российских Сил специальных операций, а на позициях сирийских войск находились российские военные советники. 27 марта было объявлено об освобождении Пальмиры, после чего сюда по просьбе президента Сирии Башара Асада был направлен сводный отряд Международного противоминного центра ВС РФ для помощи в разминировании города и объектов исторического наследия.
К концу апреля, однако, процесс мирного урегулирования в Сирии был прерван, и режим прекращения огня развалился.
Последовавшие события показали, что говорить о разгроме радикальных исламистов и переходе от военной кампании к политическому урегулированию ещё рано. Основной проблемой стало размежевание «умеренной оппозиции», поддерживаемой США, Турцией и рядом арабских стран, и террористических джихадистских организаций («Исламское государство» и «Джебхат ан-Нусра»). Отряды ИГ и «Джебхат ан-Нусры» на протяжении года не только удерживали свои позиции, но и наступали на ключевых направлениях. Сирийским войскам не только удавалось атаковать, но и приходилось обороняться при поддержке российской авиации и офицеров российских сухопутных войск и специальных подразделений. При этом Россия подвергалась многочисленным обвинениям стран Запада в поддержке «кровавого режима» Башара Асада, а российские и сирийские ВВС — в бомбардировках мирных жителей и применении химического оружия. Российское руководство, однако, продолжало придерживаться выбранного курса.
В июне Турция и Россия предприняли шаги по восстановлению отношений, ухудшившихся в связи с инцидентом с российским бомбардировщиком Су-24, сбитым 24 ноября 2015 года турецкими ВВС в районе сирийско-турецкой границы. Президент Турции Реджеп Тайип Эрдоган принёс извинения, после чего российская сторона пошла на возобновление сотрудничества.

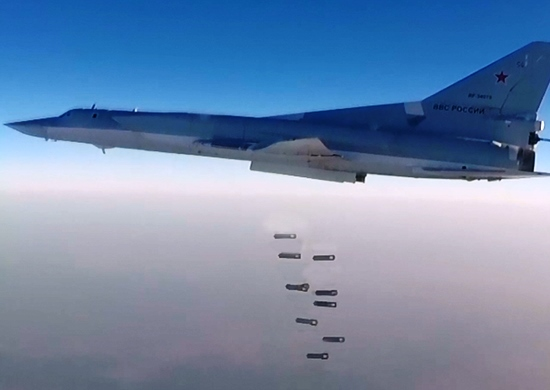
Стратегические бомбардировщики Ту-22М3 наносят групповой удар. Август 2016 года.

В августе между военными ведомствами России и Турции начались активные переговоры, завершившиеся подписанием в январе 2017 года меморандума о предотвращении инцидентов и обеспечении безопасности полётов авиации в ходе операции в Сирии. В середине декабря 2016 года турецкие войска, участвовавшие в операции «Щит Евфрата» против боевиков ИГ, предприняли неудачную попытку наступления на город Эль-Баб и понесли потери в живой силе и технике, в связи с чем были вынуждены остановить наступление и обратиться к России за поддержкой.
19 августа 2016 года малые ракетные корабли «Зелёный Дол» и «Серпухов» нанесли удар тремя ракетами «Калибр» из акватории Средиземного моря
22 сентября сирийская правительственная армия при поддержке российской авиации начала штурм районов Алеппо, находящихся под контролем оппозиции. К середине декабря Алеппо полностью перешёл под контроль правительственных сил. Воспользовавшись тем, что основные сирийские правительственные силы были отвлечены на осаду Алеппо, формирования ИГ в начале декабря сумели отбить Пальмиру и прилегающие территории.
На расширенном заседании коллегии Министерства обороны РФ 22 декабря 2016 года, министр обороны Сергей Шойгу сообщил, что с начала операции — 30 сентября 2015 года — российская авиация совершила 18,8 тыс. вылетов, нанеся 71 тыс. ударов по наземным целям. По словам Шойгу, «действия воздушно-космических сил России переломили ход борьбы с терроризмом в этой стране, предотвращён распад сирийского государства, разгромлены крупные бандформирования в районах Хама и Хомса, боевики выбиты из Латакии и с территорий южнее и севернее Дамаска, разблокирована основная транспортная магистраль, связывающая столицу с севером страны, освобождены города Алеппо и Эль-Карьятайн».

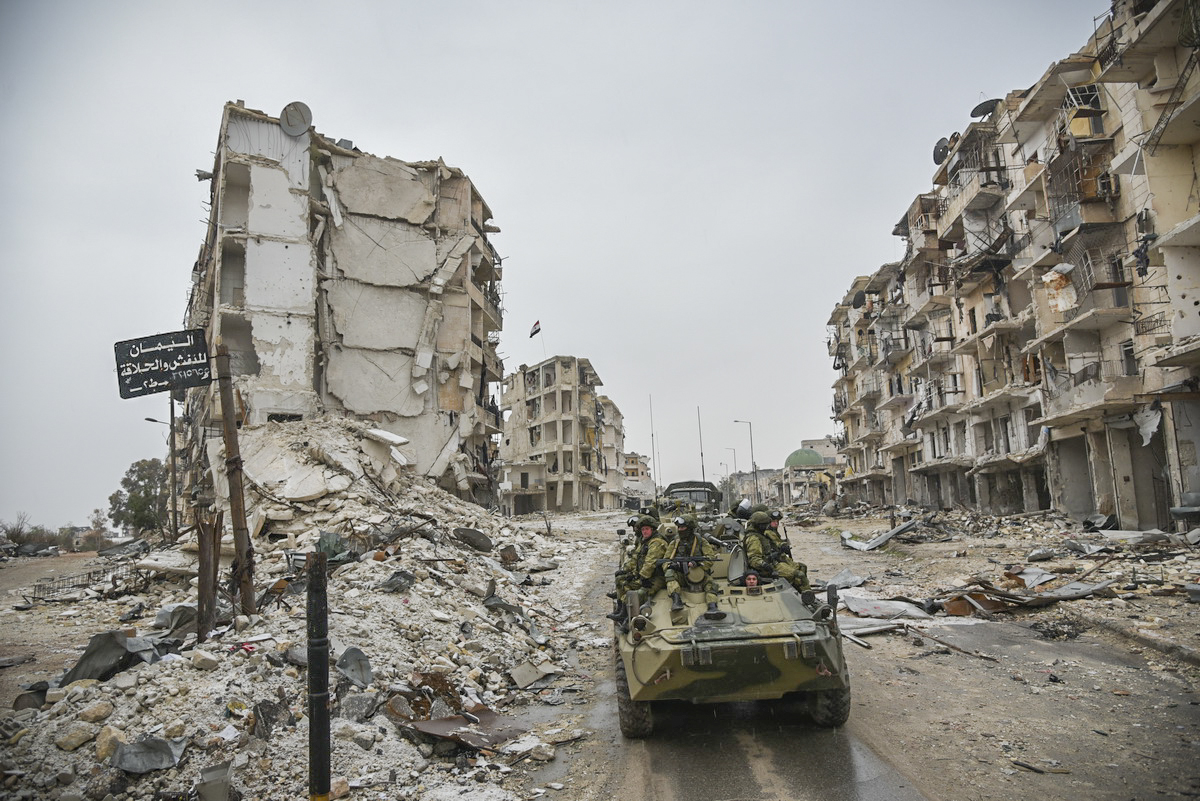
Российские сапёры в разрушенном Алеппо

Как было объявлено в конце 2016 года, российское министерство обороны в течение двух месяцев при посредничестве Турции вело переговоры с лидерами формирований сирийской оппозиции, контролирующих большую часть территории на севере и в центре Сирии (общая численность отрядов — более 60 тыс. боевиков). В результате этих переговоров были достигнуты договорённости между сирийским правительством и вооружённой оппозицией, предусматривавшие прекращение огня с 29 декабря 2016 года и переход к мирным переговорам. Было объявлено, что отряды оппозиции, которые не присоединятся к новому режиму перемирия в Сирии, будут признаны террористическими. как и «Исламское государство» и «Джебхат ан-Нусра». Обязательства по контролю за режимом прекращения огня и мирному урегулированию взяли на себя три страны: Россия, Иран и Турция. Исходя из достигнутых договорённостей, Минобороны РФ обратилось к президенту Путину с предложением вывести часть российских сил и средств из Сирии и получило согласие на это. При этом было заявлено, что Россия будет «продолжать борьбу с международным терроризмом, оказывать поддержку законному сирийскому правительству в борьбе с терроризмом и, безусловно, исполнять договорённости, которые нами достигнуты, в том числе по развитию пунктов базирования российских вооружённых сил в Тартусе и на аэродроме Хмеймим».
Как сообщили СМИ, сокращение российской авиагруппировки подразумевало вывод основной части бомбардировщиков Су-24М и, возможно, Су-34 с последующей их заменой на штурмовики Су-25СМ — общим количеством не менее 12 единиц. Общее количество авиатехники по итогам сокращения должно было составить около 30-35 единиц, включая вертолёты. Штурмовики Су-24М перебрасывались в Сирию в связи с необходимостью оказания поддержки проправительственным формированиям в ходе наступления в северном Алеппо и районе Эль-Баб, а в дальнейшем — в провинциях Хомс и Хама.

### 2017
В рамках переговорного процесса в Астане, инициированного в январе 2017 года Россией, Ираном и Турцией, были выработаны договорённости о создании трёх так называемых зон деэскалации — в провинции Идлиб, в районе Дамаска (Восточная Гута) и на границе провинций Хомс и Хама.
6 января 2017 года Минобороны России объявило об уходе из Сирии кораблей Северного флота во главе с тяжёлым авианесущим крейсером «Адмирал Кузнецов», в соответствии с решением президента Владимира Путина о сокращении группировки войск в САР. За время пребывания авианосца «Адмирал Кузнецов» в Средиземном море небоевые потери составили два истребителя: МиГ-29КР (14.11.16) и Су-33 (5.12.16).
18 января началась первая совместная операция ВКС России и Турции в Сирии против группировки «Исламское государство», в окрестностях города Эль-Баб, в которой были задействованы фронтовые бомбардировщики Су-24М и Су-34, а также штурмовики Су-25СМ в связке с экипажами F-16 и F-4 ВВС Турции.

Наступление сирийской армии (май — июль 2017)

Наступление сирийской армии (июль — сентябрь 2017)

Летом — осенью 2017 года сирийская армия при поддержке ВКС России, в том числе дальней авиации, нанесла боевикам «Исламского государства» ряд решающих поражений в центральной и восточной Сирии, освободив значительную территорию, в том числе трассу Дамаск — Дейр-эз-Зор, а также западный берег Евфрата, и вышла к границе с Ираком
.
По словам командующего группировкой войск РФ в Сирии генерала Сергея Суровикина, за время завершающей наступательной операции, длившейся 227 суток, российские и сирийские военные ликвидировали более 32 тыс. боевиков и уничтожили 394 единицы бронетехники, что позволило освободить около 1 тыс. населённых пунктов, 78 нефтегазовых полей и два месторождения фосфатных руд. Он уточнил, что за время наступления было сделано 6956 самолётных вылетов и более 7 тыс. вертолётных. К концу операции в Сирии находилось несколько десятков боевых самолётов (штурмовики Су-25СМ, фронтовые бомбардировщики Су-24М и Су-34, истребители МиГ-29СМТ, Су-30СМ и Су-35С) и вертолётов (в частности, боевые Ка-52, Ми-35М, Ми-24П).
В июне были разработаны американо-российские соглашения о перемирии между правительственными войсками и «умеренной оппозицией» и создании зон деэскалации в южных районах Сирии (провинции Даръа, Эль-Кунейтра и Эс-Сувейда). Тогда же, в условиях широкомасштабного наступления проамериканских «Сирийских демократических сил» и правительственной Сирийской арабской армии (САА) против «Исламского государства», между Россией и США была достигнута договорённость об установлении реки Евфрат в качестве разделительной линии между СДС (наступавшими по левому берегу реки) и САА.

Разгром ИГ в восточной Сирии (сентябрь — декабрь 2017)

29 сентября, подводя итоги двух лет российской операции в Сирии, газета «Ведомости» в своём комментарии отметила, что за прошедшие два года военно-политическая ситуация в Сирии и вокруг неё претерпела резкие изменения: сирийские войска во взаимодействии с проиранскими формированиями и при поддержке российских ВКС восстановили контроль над большей частью территории страны, в то время как курдские формирования («Сирийские демократические силы»), поддерживаемые международной коалицией под руководством США, очистили от «Исламского государства» северо-восток страны, в результате чего под контролем джихадистов осталась лишь небольшая часть сирийской территории на границе с Ираком.
6 декабря начальник Генерального штаба Вооружённых Сил Российской Федерации — первый заместитель Министра обороны России генерал армии Валерий Герасимов заявил, что «территория Сирии полностью освобождена от террористов, а все бандформирования ИГИЛ уничтожены».
11 декабря президент Российской Федерации Владимир Путин во время посещения авиабазы Хмеймим объявил о завершении боевых действий и выводе российских войск из Сирии и в тот же день отдал приказ министру обороны генералу армии Сергею Шойгу о выводе основной части сил и средств российской группировки войск. К 22 декабря из Сирии были выведены авиаподразделения, личный состав Международного противоминного центра, сводный медицинский отряд, батальон военной полиции, личный состав Сил специальных операций. В районы постоянного базирования были возвращены 36 самолётов и четыре вертолёта, к местам постоянной дислокации вернулись шесть бомбардировщиков Ту-22.

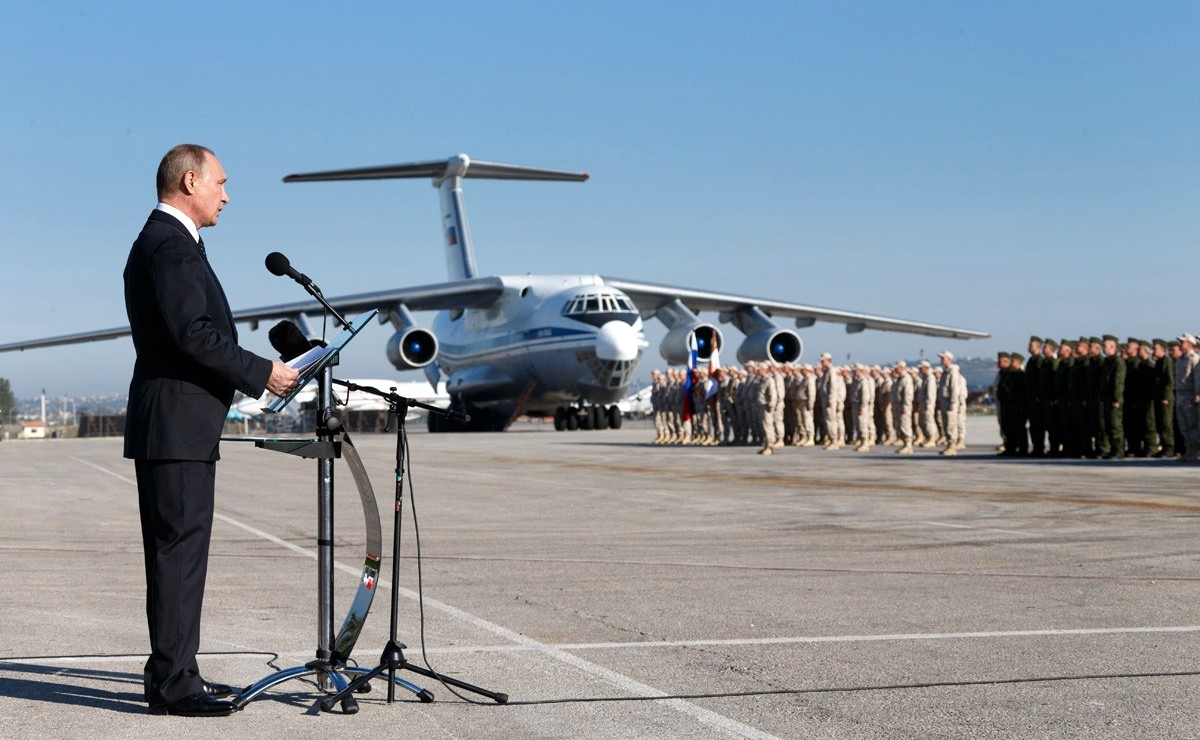
Владимир Путин объявляет об окончании военной операции в Сирии на авиабазе Хмеймим. 11 декабря 2017 года

Было объявлено, что в Сирии для «содействия политическому урегулированию и налаживания мирной жизни» в полном составе продолжит функционировать российский Центр по примирению враждующих сторон, а также продолжат нести службу три батальона военной полиции, которые осуществляют контроль за зонами деэскалации. Также в соответствии с международными договорами в Сирии на постоянной основе остались два российских пункта базирования — авиабаза Хмеймим и пункт материально-технического обеспечения ВМФ России в Тартусе, которые продолжат прикрывать дивизионы зенитных ракетных систем С-400 «Триумф» (расположены в Хмеймиме и Масьяфе), батарея зенитного ракетного комплекса С-300В4 (прикрывает Тартус) и некоторое количество зенитных ракетно-пушечных комплексов «Панцирь-С1». Оставлены в Сирии и российские беспилотные летательные аппараты, с помощью которых был организован мониторинг зон деэскалации в Идлибе, Хомсе, Дераа и Восточной Гуте.
Помимо этого, Россия предприняла шаги по обеспечению постоянного присутствия военных кораблей и подлодок с высокоточным оружием в Средиземном море.
На брифинге Минобороны 22 декабря 2017 года, министр обороны Сергей Шойгу заявил, что за период с 30 сентября 2015 года по декабрь 2017 года в боевых действиях в Сирии приняли участие более 48 тыс. российских военнослужащих. Авиация совершила 34 тыс. боевых вылетов, в том числе 420 с крейсера «Адмирал Кузнецов». ВМФ РФ нанесли около 100 ударов, стратегическая авиация — 66 ударов на дальность от 500 до 1,5 тыс. км. По данным Минобороны РФ, в ходе операции российским контингентом было применено 215 видов вооружений, уничтожено 8 тыс. единиц бронетехники и пикапов с крупнокалиберными пулемётами, 718 заводов и мастерских по изготовлению оружия и боеприпасов, огромный урон был нанесён вооружённым формированиям джихадистов и инфраструктуре ИГ, использовавшейся для незаконной добычи, переработки и транспортировки нефти и нефтепродуктов. При помощи комплексов С-400, С-300В и «Панцирь» было уничтожено 16 БПЛА, 53 снаряда РСЗО. При поддержке российских ВКС сирийскими правительственными войсками было освобождено свыше 1 тыс. населённых пунктов, включая наиболее значимые города — Алеппо, Пальмира, Акербат, Дейр-эз-Зор, Меядин и Абу-Кемаль.
Несмотря на разгром формирований «Исламского государства» к концу 2017 года и его фактической ликвидации, другие группировки радикальных исламистов всё ещё сохраняли значительный потенциал для сопротивления правительственным силам. Операции по ликвидации анклавов террористических организаций и радикальных группировок, в ходе которых российские ВКС оказывали воздушную поддержку правительственной армии, продолжались и в дальнейшем.

### 2018
Российская военная группировка в течение 2018 года:
- осуществляла воздушную поддержку действий сирийских правительственных и проправительственных формирований по ликвидации анклавов вооружённой оппозиции в пригородах Дамаска, в провинциях Дамаск (Восточная Гута, Восточный Каламун, лагерь беженцев «Ярмук»), Даръа, Эль-Кунейтра, Идлиб, Хама, Хомс («Растанский котёл»);
- осуществляла контроль в зонах деэскалации, организацию гуманитарных коридоров, проведение иных гуманитарных операций, осуществляла посреднические миссии по проведению переговоров о мирном урегулировании и организации эвакуации членов радикальных оппозиционных группировок, отказывающихся от мирного сотрудничества с сирийскими властями, и их семей;
- способствовала возвращению «голубых касок» ООН в демилитаризованную зону между Сирией и Израилем на Голанских высотах[137].

Наступление сирийской армии на северо-западе (январь-февраль 2018)

Наступление сирийской армии на юге Сирии (июнь-август 2018)

В начале 2018 года правительственные войска провели успешную операцию на северо-западе Сирии, в ходе которой от боевиков «Хайат Тахрир-аш Шам» и ИГ была освобождена значительная территория на стыке провинций Алеппо, Хама и Идлиб, а также занята стратегическая авиабаза «Ат Духур». К концу лета 2018 года сирийские правительственные войска при помощи России и Ирана установили контроль над тремя из четырёх созданных в 2017 году зон деэскалации: на юго-западе Сирии (часть территории провинций Эс-Сувейда, Даръа и Эль-Кунейтра), вокруг Дамаска (Восточная Гута) и на границе провинций Хомс и Хама. Впервые с 2012 года столица страны перестала подвергаться обстрелам со стороны вооружённой оппозиции и джихадистов. За исключением двух контролируемых «Исламским государством» участков территории в Сирийской пустыне и на восточном берегу реки Евфрат, сирийские власти смогли вернуть себе все территории, кроме тех, которые находятся под опекой Турции (зона деэскалации Идлиб на северо-западе страны) и США (северо-восток).
В августе — начале сентября США усилили военное давление на Сирию в связи с подготовкой сирийской армии и проправительственных формирований к крупномасштабному наступлению на провинцию Идлиб — последний на территории Сирии крупный анклав антиправительственных вооружённых формирований. США сосредоточили в Средиземном море и Персидском заливе группировку носителей крылатых ракет, достаточную для нанесения массированного удара по Сирии. Российские ВМС, со своей стороны, развернули у средиземноморского побережья Сирии самую мощную группировку за всё время конфликта в связи с угрозами международной коалиции нанести удары по позициям сирийских правительственных сил. О намерении присоединиться к США в нанесении удара по Сирии заявили Великобритания, Франция и Германия. Напряжённость была снята после того, как 17 сентября по итогам переговоров между президентами России и Турции был подписан меморандум о стабилизации обстановки в провинции Идлиб и создании демилитаризованной зоны вдоль линии соприкосновения сирийских войск и вооружённой оппозиции.
В ночь на 18 сентября четыре истребителя F-16 ВВС Израиля нанесли удар управляемыми авиационными бомбами по сирийским объектам в районе города Латакия. Сирийские подразделения ПВО, пытаясь отразить удары с помощью ЗРК С-200, сбили российский самолёт радиоэлектронной разведки и радиоэлектронной борьбы Ил-20, заходивший в это время на посадку на авиабазе Хмеймим. Все 15 человек, находившиеся на борту, погибли. Минобороны РФ в своём заявлении возложило ответственность за гибель российского самолёта на израильские самолёты, которые осуществляли заход на цели на малой высоте со стороны Средиземного моря, фактически прикрываясь российским самолётом, и подставили его под огонь сирийской ПВО.
В связи с катастрофой российское руководство приняло решение в кратчайшие сроки поставить Сирии зенитные ракетные комплексы С-300 и установить на командных пунктах сирийских соединений ПВО российские автоматизированные системы управления для обеспечения централизованного управления всеми силами и средствами ПВО Сирии, ведения мониторинга воздушной обстановки и оперативного целеуказания. Кроме того, было заявлено, что в прилегающих к Сирии районах над акваторией Средиземного моря будет применяться радиоэлектронное подавление спутниковой навигации, бортовых РЛС и систем связи боевой авиации иностранных государств, атакующей объекты на сирийской территории.
3 октября министр обороны РФ доложил Совету безопасности России о завершении доставки в Сирию зенитных комплексов С-300.
18 декабря 2018 года министр обороны РФ о завершении вывода основной российской группировки из Сирии: «На территорию России выведена техника и вооружение, не входящие в состав наших баз в Хмеймиме и Тартусе. Численный состав группировки сокращён и доведён до установленного штата, достаточного для выполнения задач». Полёты российской авиации в Сирии сокращены со 100 в день до двух-четырёх в неделю, в основном для доразведки обстановки. Шойгу уточнил, что состав остающейся в Сирии группировки типовой, сопоставимый с российскими военными базами в Киргизии, Таджикистане и Армении. На территории Сирии продолжает функционирование российский Центр по примирению враждующих сторон, в Сирии началась реализация программы по восстановлению мирной жизни и возвращению беженцев, для координации которой в России, Сирии, Ливане и Иордании созданы межведомственные координационные штабы.

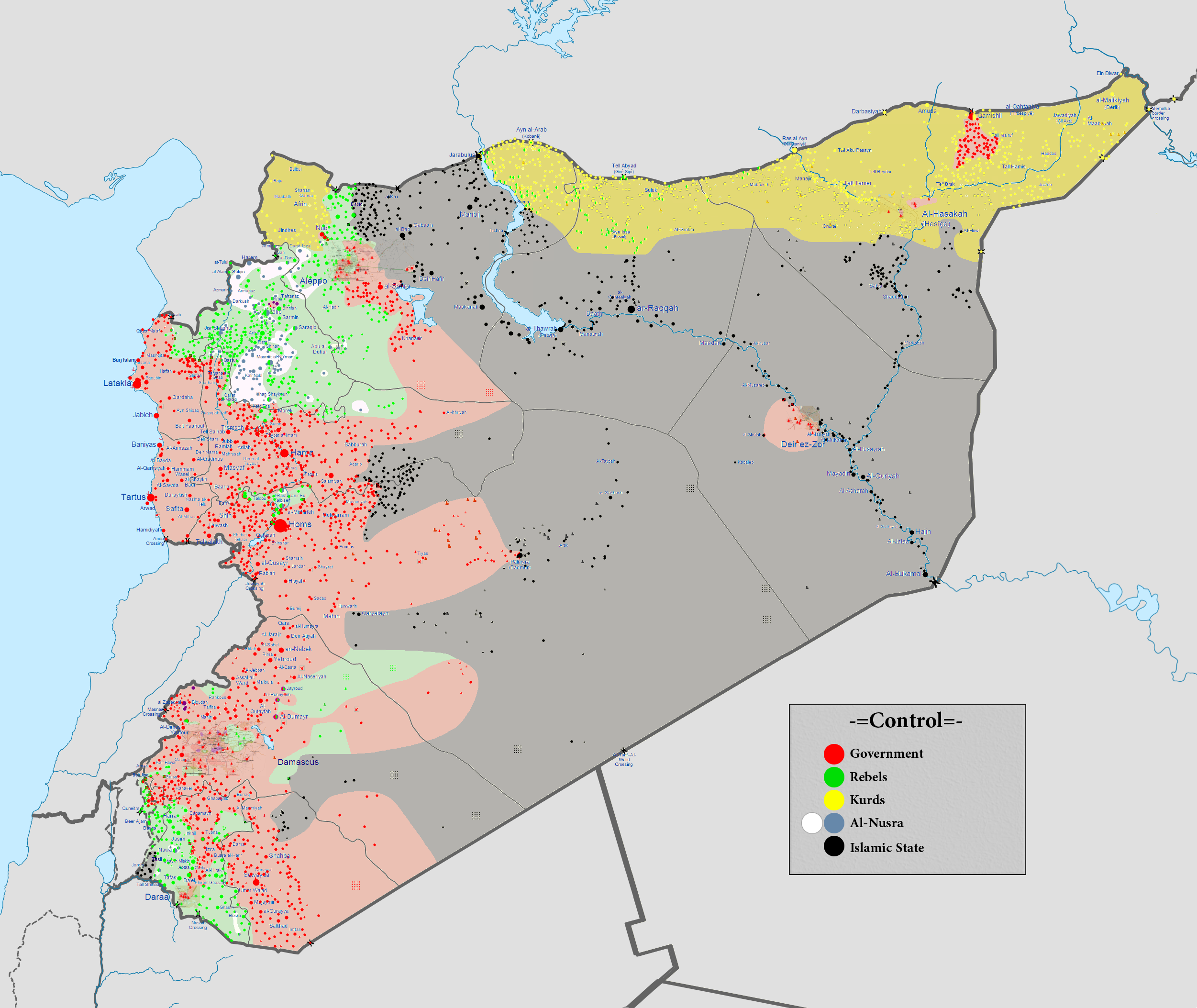
Ситуация в октябре 2015 года
Ситуация по состоянию на июнь 2018 года

#### Атаки на российские военные базы

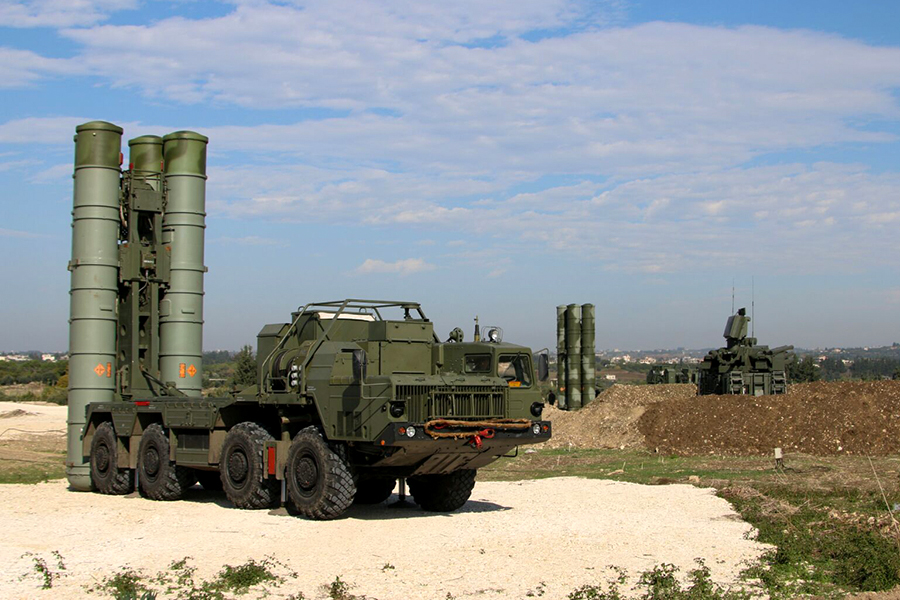
Комплексы ПВО С-400 и Панцирь-С1 на авиабазе Хмеймим

28 декабря 2017 года российский зенитный ракетно-пушечный комплекс (ЗРПК) «Панцирь-С1», прикрывающий российскую авиабазу Хмеймим, сбил две ракеты, запущенные с территории соседней провинции Идлиб. Ещё одна ракета взорвалась в районе города Джабла (Латакия).
31 декабря российский вертолёт Ми-24 потерпел крушение из-за технической неисправности при выполнении перелёта на аэродром Хама. Оба пилота погибли. Борттехник вертолёта получил травмы и был оперативно эвакуирован поисково-спасательной группой на аэродром Хмеймим, где ему была оказана необходимая медицинская помощь. В тот же день боевики осуществили миномётный обстрел базы Хмеймим, в результате чего, по заявлению Минобороны, погибли два человека. В интернете также прошла информация о повреждении или даже уничтожении семи самолётов, которую Минобороны опроверг, однако в сети вскоре появились фотографии повреждений осколками по крайней мере одного самолёта СУ-24М.
В ночь с 5 на 6 января 2018 года, как сообщили в российском министерстве обороны, системой обеспечения безопасности российской авиабазы Хмеймим и пункта материально-технического обеспечения ВМФ России в городе Тартус была сорвана попытка атаки террористов с массированным использованием ударных беспилотных летательных аппаратов (БПЛА) самолётного типа. Из тринадцати малоразмерных воздушных целей неизвестной принадлежности, выявленных российскими средствами ПВО на значительном удалении от российских военных объектов, шесть воздушных целей российским подразделениям РЭБ удалось взять под контроль, перехватив внешнее управление, а семь БПЛА были уничтожены зенитно-ракетными пушечными комплексами «Панцирь-С». Как сообщили в министерстве, в результате расшифровки данных перехваченных БПЛА определено точное место их запуска на удалении более 50 км от целей. Эксперты полагают, что к атаке на российские военные базы может быть причастна группировка «Ахрар аш-Шам» — союз исламистских бригад, которые ранее взаимодействовали с «Джебхат ан-Нусра» в провинциях Идлиб и Хама. После раскола и начала междоусобной войны с «Ан-Нусрой» «Ахрар аш-Шам» перешла в ряды оппозиционного альянса «Свободная сирийская армия» (ССА).
В заявлении Министерства обороны РФ от 8 января 2018 года указывалось: «Инженерные решения, использованные террористами при атаке на российские объекты в Сирии, могли быть получены только от одной из стран, обладающих высокими технологическими возможностями по обеспечению спутниковой навигации и дистанционным управлением сбросом профессионально собранных самодельных взрывных устройств в назначенных координатах». Официальный представитель министерства обороны США в беседе с корреспондентом ТАСС заявил, что какие бы то ни было предположения о том, что США или силы возглавляемой ими международной коалиции имели отношение к нападению на российские базы, «не имеют под собой фактологической основы и являются крайне безответственными». При этом он отказался сообщить, какие задачи решал разведывательный самолёт ВМС США «Poseidon», который, согласно информации Минобороны России, барражировал над акваторией Средиземного моря в районе Тартуса и Хмеймима во время атаки на российские военные объекты
24 октября 2018 года на пленарном заседании Сяншаньского форума по безопасности в Пекине заместитель министра обороны России генерал-полковник Александр Фомин заявил, что управление дронами, атаковавшими базы ВКС России в Хмеймиме и Тартусе, после того, как дроны столкнулись с действием российских систем радиоэлектронного подавления, велось в ручном режиме с самолёта-разведчика США «Poseidon-8», барражировавшим в течение 8 часов в акватории Средиземного моря.

### 2019

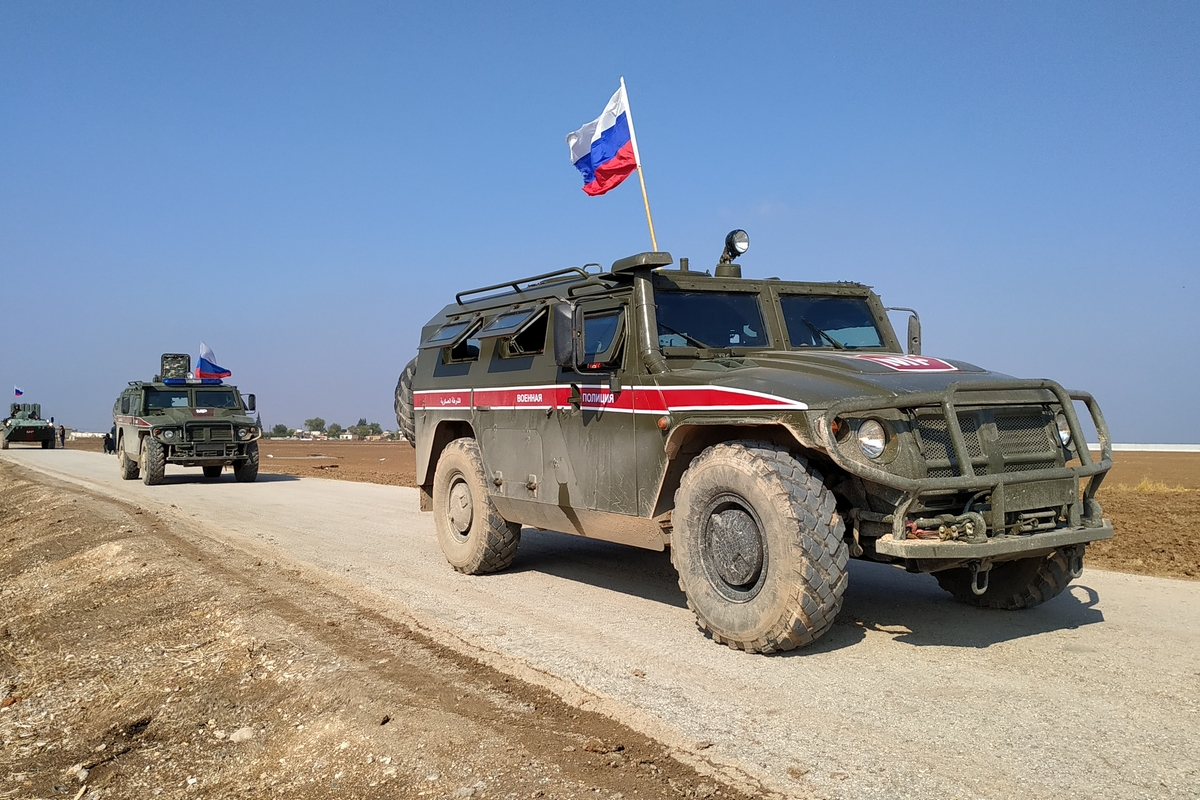
Патруль военной полиции России в г. Кобани на границе Сирии и Турции. Октябрь 2019.

В январе российская военная полиция приступила к патрулированию зоны безопасности вдоль сирийско-турецкой границы в районе населённого пункта Манбидж (север провинции Алеппо, 85 км от центра провинции) с задачей обеспечения безопасности и контроля за положением и перемещением вооружённых формирований. В декабре 2018 года сирийская армия вошла в город Манбидж после вывода из него курдских формирований и подняла над городом сирийский флаг. Курды согласились передать Манбидж сирийским властям в обмен на гарантию защиты города от турецкого вторжения.
В феврале российский Центр по примирению враждующих сторон совместно с правительством Сирии открыл в районах Джлеб и Джебель-эль-Гураб гуманитарные коридоры и развернул пункты пропуска для выхода беженцев из лагеря Эр-Рукбан. В начале марта в соответствии с решением, принятым на заседании межведомственных координационных штабов России и Сирии по возвращению беженцев на территорию САР, в целях предотвращения гуманитарной катастрофы в лагере беженцев Эр-Рукбан были сформированы и направлены к пункту пропуска Джлеб шесть автобусных колонн для добровольного и беспрепятственного возвращения жителей лагеря Эр-Рукбан к местам постоянного проживания. Американская сторона, однако, отказалась предоставить гарантии безопасности перемещения гуманитарных колонн в пределах 55-километровой зоны вокруг американской базы в Эт-Танфе, что фактически сорвало гуманитарную операцию по спасению сирийских граждан, находящихся в лагере Эр-Рукбан.
В феврале министры обороны России и Турции Сергей Шойгу и Хулуси Акар подписали меморандум, регламентирующий действия российских и турецких военных при совместном патрулировании зоны Идлиб. Патрулирование было начато в марте.
В марте российская авиация, дислоцирующаяся на авиабазе Хмеймим, начала нанесение точечных ударов по районам, откуда осуществлялись обстрелы граничащих с идлибской зоной населённых пунктов и авиабазы Хмеймим.
С конца марта ситуация вокруг зоны деэскалации Идлиб начала ухудшаться. Участились обстрелы населённых пунктов в районах, прилегающих к Идлибу, а также удары по авиабазе Хмеймим.
С 11 апреля, согласно источникам газеты «Коммерсантъ», вдоль линии соприкосновения противоборствующих сторон на участке между турецкими пунктами Баркум и Сурман должно было начаться скоординированное патрулирование совместными колоннами российских и турецких военнослужащих. Было заявлено, что в случае успеха после 20 апреля военнослужащие двух стран приступят к совместному патрулированию северо-восточной части зоны деэскалации.
По договорённости между Россией и Турцией по периметру зоны деэскалации Идлиб были размещены наблюдательные посты российской военной полиции, которые совместно с турецкой стороной контролируют соблюдение режима прекращения огня.
В марте-апреле боевики ИГ, перешедшие к партизанским методам борьбы, устроили несколько засад на коммуникациях правительственных сил, в результате чего погибли несколько сирийских и российских военнослужащих.
20 апреля российский вице-премьер Юрий Борисов по итогам встречи с сирийским президентом Башаром Асадом заявил, что Россия намерена подписать договор об аренде на 49 лет порта Тартус — одного из двух основных портов Сирии на Средиземном море. Там же находится единственная зарубежная база российского флота. В начале 2017 года Россия и Сирия подписали соглашение о размещении российского Военно-морского флота в порте Тартус на 49 лет. В конце 2017 года президент Владимир Путин подписал закон о ратификации соглашения с Сирией по расширению территории пункта материально-технического обеспечения в порту Тартус. По данным Минобороны, на эти цели ежегодно будет требоваться 3,2 млрд руб. В конце 2018 года сирийские власти сообщили о планах российских компаний построить аэропорт в Тартусе.
После 20 апреля резко участились бомбардировки сирийской и российской авиации в зоне деэскалации Идлиб. При этом, несмотря на неисполнение условий сентябрьского соглашения по зоне Идлиб и желание сирийских властей вернуть контроль над этим районом, российские представители продолжали утверждать, что время для масштабной операции ещё не пришло. В конце апреля в интервью ТАСС спецпредставитель президента РФ по Сирии Александр Лаврентьев заявлял: «На данном этапе мы не просто не приветствуем, а даже выступаем против каких-либо крупномасштабных наступательных операций, там очень много мирного населения, которое может быть использовано боевиками в качестве живого щита, допустить чего ни в коем случае нельзя». Президент Владимир Путин тогда же заявил, что на любую вылазку террористов последует ответный удар с российской стороны, но «широкомасштабная операция сейчас нецелесообразна».
Как пояснил 29 июля начальник Главного оперативного управления Генштаба ВС РФ генерал-полковник Сергей Рудской, российские ВКС во взаимодействии с турецкой стороной занимаются выявлением и точечным уничтожением огневых средств террористов, их техники, вооружения и складов с боеприпасами в зоне деэскалации Идлиб. В частности, за июнь-июль в юго-западной части зоны деэскалации Идлиб «точечными ударами было уничтожено 11 танков, 17 БМП, 12 реактивных систем залпового огня, 29 пикапов с крупнокалиберными пулемётами, а также три склада, на которых находились более 40 беспилотных летательных аппаратов». Российские ВКС также во взаимодействии с сирийскими ВВС отражают атаки боевиков на позиции правительственных сил
К концу августа сирийская армия при поддержке ВКС России уничтожила Латаминский выступ боевиков на севере провинции Хама, а также заняла стратегический город Хан-Шейхун, на трассе Дамаск-Алеппо и таким образом освободила от боевиков провинцию Хама, за исключением горных районов.

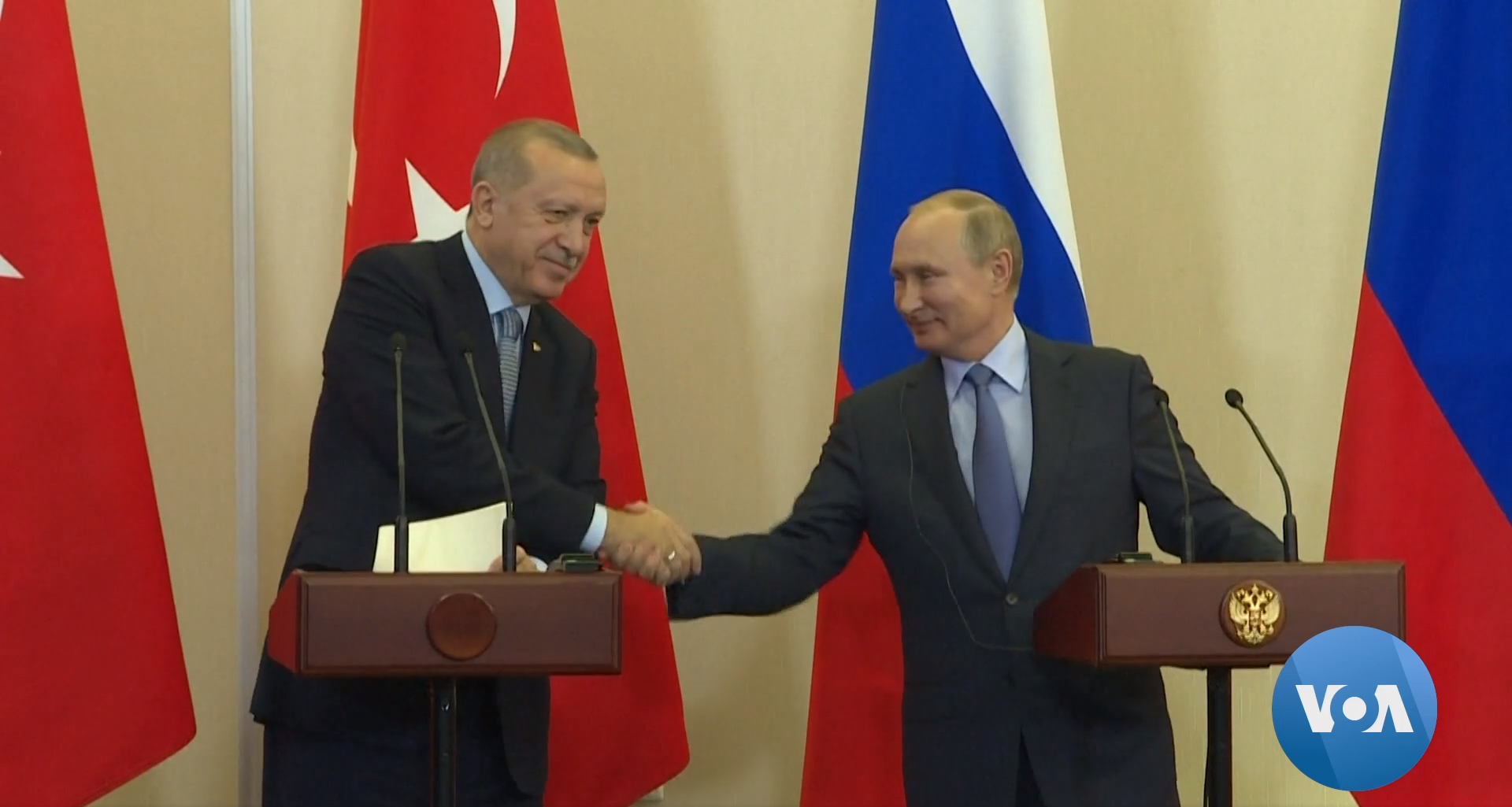
Владимир Путин и Реджеп Эрдоган после подписания меморандума

22 октября президенты России и Турции Владимир Путин и Тайип Эрдоган по итогам шестичасовых переговоров подписали меморандум о взаимопонимании из десяти пунктов. Документ предусматривает, в частности, ввод на сирийскую сторону границы с Турцией за пределами зоны операции «Источник мира» подразделений российской военной полиции и сирийской погранслужбы. Они содействуют выводу курдских отрядов и их вооружения на 30 километров от сирийско-турецкой границы, а также осуществляют патрулирование совместно с турками.

Создание буферной зоны на севере Сирии по итогам российско-турецких переговоров

Таким образом по итогам соглашений сирийская армия и подразделения российской военной полиции заняли города Манбидж и Табка к западу от Евфрата, установили совместный с турецкими силами контроль над сирийско-турецкой границей, в частности российская военная полиция вошла в город Кобани, приступили к совместному патрулированию границы от Кобани до Камышлы. В то же время курдские подразделения были отведены на 30 км от границы, а подразделения армии США были полностью выведены из района.
В начале ноября местное курдское население в очередной раз забросали камнями машины совместного российско-турецкого патруля.
В ноябре силы военной полиции России в рамках патрулирования сирийско-турецкой границы заняли несколько опорных баз, оставленных армией США. 14 ноября МО РФ объявило о создании опорной авиабазы в городе Эль-Камышлы на северо-востоке Сирии вблизи границ с Турцией и Ираком. Авиабаза будет использоваться для базирования вертолётов ВКС РФ, осуществляющих поддержку военной полиции РФ в этом районе.

### 2020

Операция сирийской армии в провинции Идлиб (январь-февраль 2020)

В начале 2020 года произошла резкая эскалация напряжённости в провинции Идлиб. Сирийская армия при поддержке российских ВКС провела в провинции операцию «Рассвет Идлиба». В ходе боёв сирийской армии удалось полностью разблокировать ключевую трассу Дамаск-Алеппо, взять под контроль города Мааррат-эн-Нууман, Серакиб и полностью очистить от боевиков пригороды Алеппо. Активное продвижение сирийской армии вызвало агрессивную реакцию Турции, которая ввела свои армейские подразделения в провинцию Идлиб. 27 февраля около н.п. Бехун российские ВКС нанесли удар по опорному пункту боевиков, в котором находились турецкие военные. В результате удара погибли по меньшей мере 33 турецких военнослужащих. Турецкие войска в ответ нанесли ряд ударов по ВС Сирии с применением ударных беспилотников.
В начале марта по итогам российско-турецких переговорах в Москве было заключено перемирие и установлены новые зоны безопасности, с совместным российско-турецким патрулированием.
29 мая президент РФ Владимир Путин поручил Минобороны и МИДу провести переговоры с Сирией о передаче дополнительного недвижимого имущества и акватории в районе сирийского побережья. «Принять предложение правительства РФ о подписании протокола номер 1 к соглашению между Российской Федерацией и Сирийской Арабской Республикой о размещении авиационной группы Вооружённых сил РФ на территории Сирийской Арабской Республики от 26 августа 2015 года о передаче дополнительного недвижимого имущества и акватории»,— отмечается в распоряжении президента. Согласно распоряжению, по достижении договорённости Минобороны и МИД имеют право подписать от имени РФ указанный протокол, «разрешив вносить в его проект, одобренный правительством РФ, изменения, не имеющие принципиального характера».
С 18 по 24 августа российской и сирийской авиацией при поддержке артиллерии и спецназа убито 327 бойцов противника, уничтожено 134 укрытия, 17 наблюдательных пунктов, семь складов с материальными средствами и пять подземных хранилищ вооружения и боеприпасов в районе гибели российского военного советника генерал-майора Вячеслава Гладких в Сирии.
26 октября российские ВКС нанесли авиаудар по лагерю протурецкой группировки «Файлак аш-Шам», который находится рядом с турецкой границей неподалёку от населённого пункта Харим. В результате атаки погибло около 80 человек.

### 2021—2023
5 февраля 2021 года СУ-24М ВКС России нанесли авиаудары по позициям группировки «Аджнад аль-Кавказ», состоящей из выходцев с Северного Кавказа. В результате ударов были уничтожены десятки бойцов противника, склад с боеприпасами и военной техникой. Авиаудары были нанесены в годовщину гибели лётчика Романа Филипова. 19 апреля в результате ударов ВКС России северо-восточнее Пальмиры погибло около 200 повстанцев. 1 сентября российская военная полиция была введена в город Деръа, после того как в провинции возобновились бои между правительственными войсками и повстанцами. По российским данным 11 декабря в результате авиаудара ВКС по окрестностям Идлиба был убит чеченский полевой командир Муслим Маргошвили.
28 июня 2023 года глава Центра примирения в Сирии контр-адмирал Олег Гуринов заявил, что Россия нанесла точечные удары по нескольким целям вблизи города Идлиб. По его словам, удары стали ответом на атаку беспилотников по объектам на территории, подконтрольной правительству Сирии. Согласно сообщению, в результате ударов были уничтожены пункт управления, склад с оружием и боеприпасами, а также убито 18 повстанцев.

### 2024

Контроль территории Сирии в ноябре 2023 года
Ситуация после наступления сирийской оппозиции в 2024 году

В 2022 году Россия начала полномасштабное вторжение в Украину. В конце 2024 года силы сирийской оппозиции начали стремительное наступление. Россия была отвлечена на свою войну с Украиной. ВКС России поддерживали войска Башара Асада немногочисленными авиаударами по позициям повстанцев, однако это не помешало повстанцам взять под контроль Алеппо, Хаму, Хомс. На фоне этого Институт изучения войны высказал мнение, что если правительство Асада падёт, это нанесёт ущерб восприятию России как эффективного партнёра и защитника, и подорвёт цели России по расширению своего влияния в Африке.
На фоне успехов армии оппозиции стали поступать сообщения о эвакуации российских войск с военных баз в Сирии. На обновлённых спутниковых снимках стало понято, что российские корабли покинули базу в Тартусе. В то же время глава МИД РФ Сергей Лавров опроверг эти заявления, назвав это «военными учениями».
В ночь на 8 декабря оппозиционные силы взяли столицу государства — Дамаск, что ознаменовало конец правления Башара Асада в стране. Вооружённые силы Сирии объявили о капитуляции.

## Потери сторон

### Россия
Журналисты Би-би-си установили имена как минимум 543 российских военных, погибших в 2015—2024 годах, среди которых десятки специалистов из сильнейших подразделений: спецназ сил специальных операций, спецназ ФСБ, разведчики ГРУ и военные лётчики. Официально Россия признала гибель 116 военнослужащих.
Личный состав (по состоянию на 27.03.2019):
- - 7 пилотов;
  - 18 военных советников;
  - 2 офицера сил специальных операций;
  - 2 офицера российского Центра примирения враждующих сторон в Сирии;
  - 2 военных медика;
  - 14 солдат;
  - 1 курсант;
  - 3 морских пехотинца;
  - 39 военнослужащих при крушении самолёта Ан-26;
  - 15 военнослужащих при крушении самолёта Ил-20.
- Всего — не менее 117 человек[199][200]

Техника:
- - 1 самолёт Ан-26 (небоевые потери)
  - 1 самолёт Су-25
  - 2 самолёта Су-24 (1 — небоевая потеря)[201][202][203];
  - 1 самолёт Су-30СМ[204] (небоевые потери);
  - 1 самолёт Су-33[205] (небоевые потери);
  - 1 вертолёт Ми-8АМТШ-В[206][207];
  - 1 вертолёт Ми-8АМТШ;
  - 1 вертолёт Ми-28 (небоевые потери);
  - 1 вертолёт Ми-24 (небоевые потери);
  - 2 вертолёта Ми-35М;
  - 1 самолёт МиГ-29К (небоевые потери)[208];
  - 1 вертолёт Ка-52 (небоевые потери).
  - 1 самолёт Ил-20 (ошибочное поражение)
- Всего — 15 единиц техники[10].

24 ноября 2015 года турецким истребителем был сбит российский бомбардировщик Су-24. Этот инцидент серьёзно осложнил положение российской группировки в Сирии и повлёк длительное ухудшение российско-турецких отношений. На полгода Турция из партнёра превратилась чуть ли не в потенциального противника. В итоге, к облегчению для обеих сторон, конфликт удалось урегулировать, и отношения в значительной степени восстановились.
В ходе похода авианосной группировки ВМФ РФ к берегам Сирии (лето 2017) были потеряны:
Су-33 (из-за обрыва троса аэрофинишёра выкатился за пределы палубы и упал в воду) и
Миг-29 (по официальной версии, разбился над морем из-за технической неисправности, по неофициальной — упал в море после выработки топлива в ожидании починки аэрофинишёра на авианосце).
В обоих случаях лётчики катапультировались и остались живы, потерянные военные самолёты было решено оставить в местах их гибели.
10 октября 2017 года на авиабазе Хмеймим потерпел аварию бомбардировщик Су-24. Самолёт во время взлёта выкатился за пределы ВПП и разрушился. Оба пилота погибли. По предварительным данным результатом аварии могла стать неисправность техники. Это был второй самолёт такого типа, потерянный в ходе военной операции в Сирии.
3 февраля 2018 года под Идлибом из ПЗРК был сбит штурмовик Су-25. Лётчик майор Роман Филипов катапультировался и погиб в бою с террористами Джебхат ан-Нусра. Офицер посмертно удостоен звания Герой России.
6 марта 2018 года 39 российских военнослужащих погибли в Сирии в результате катастрофы с военно-транспортным самолётом Ан-26.
3 мая 2018 года над Средиземным морем у берегов Сирии потерпел крушение истребитель Су-30СМ. Оба пилота погибли.
7 мая 2018 года при выполнении планового полёта над восточными районами страны потерпел крушение вертолёт Ка-52. Оба пилота погибли.
17 сентября 2018 года Минобороны России сообщило, что база Хмеймим потеряла связь с самолётом Ил-20, на борту которого находились 14 военнослужащих. Связь пропала в 23:00 по Москве, когда самолёт находился над акваторией Средиземного моря в 35 километрах от побережья Сирии. 18 сентября стало известно, что самолёт был сбит сирийскими ПВО комплексом С-200 из-за атаки израильскими F-16 по сирийской провинции Латакия. Израиль отказался комментировать эту информацию. Министерство обороны России заявило, что это был «враждебный жест».
Также в ходе боевых действий были уничтожены российские вертолёты Ми-8АМТШ-В, Ми-8АМТШ и два Ми-35М. Ещё два Ми-28 были потеряны из-за технических неисправностей.
Кроме того, было потеряно несколько беспилотных летательных аппаратов.

### Противник
По данным британского проекта «Syrian Observatory for Human Rights» (SOHR) на 31 июля 2019 года, в результате российских бомбардировок были убиты свыше 11,5 тысяч боевиков «Исламского государства» и других группировок, включая «Джебхат-ан-Нусру». При этом, по данным SOHR, погибли более 8 тысяч мирных жителей.
По заявлению министра обороны РФ Сергея Шойгу, сделанному 22 декабря 2016 года на заседании коллегии Минобороны, Воздушно-космические силы России убили 35 тысяч боевиков за время операции в Сирии. По его данным, с начала операции российская авиация выполнила 18,8 тысячи вылетов и нанесла 71 тысячу ударов по инфраструктуре террористов. Это позволило уничтожить 725 тренировочных лагерей боевиков, более 400 заводов и мастерских, где производились боеприпасы, а также полторы тысячи единиц военной техники террористов. Среди убитых боевиков было 204 полевых командира, уточнил Шойгу.
На брифинге Минобороны 22 декабря 2017 года, Шойгу заявил, что в ходе боевых действий на территории Сирии российским военным контингентом было уничтожено 8 тысяч единиц бронетехники и пикапов с крупнокалиберными пулемётами, 718 заводов и мастерских по изготовлению оружия и боеприпасов. Убито свыше 60 тыс. боевиков, включая до 3 тыс. выходцев из России. В результате действий авиации ВКС уничтожено 396 мест незаконной добычи нефти и заводов по её переработке, а также 4100 топливозаправщиков. При поддержке Воздушно-космических сил России сирийскими правительственными войсками и ополчением от террористов освобождено 1 024 населённых пункта, включая стратегически важные города — Алеппо, Пальмира, Акербат, Дэйр-эз-Зор, Меядин и Абу-Кемаль.
22 августа 2018 года Минобороны России опубликовало видеоотчёт о результатах операции ВС РФ в Сирии. Согласно озвученным данным, в результате ударов России по террористам с начала операции убито более 86 тысяч боевиков, из них 830 лидеров бандформирований, в том числе 4,5 тысячи выходцев из России и стран СНГ.
Также, по данным Минобороны, в результате ударов авиации и крылатых ракет уничтожено 121 466 объектов террористов, в том числе 970 полевых лагерей, 20 513 опорных пунктов, 9 941 склад боеприпасов и горюче-смазочных материалов, 649 танков, 731 боевая машина пехоты, 8 927 автомобилей с зенитными установками.
20 октября 2018 года Сергей Шойгу, выступая перед министрами обороны государств — членов организации АСЕАН, сообщил, что за три года российской операции в Сирии были полностью разгромлены формирования «Исламского государства». Всего за это время уничтожено свыше 87,5 тысяч боевиков, освобождены 1411 населённых пунктов и более 95 % территории Сирии, разблокированы основные коммуникации. По словам Шойгу, российские ВКС за время боевых действий выполнили более 40 тысяч вылетов, из которых более половины — в ночное время. В результате было поражено порядка 122 тысяч объектов и ликвидирована большая часть террористов.
В начале 2019 года министерство обороны РФ сообщило, что в 2018 году в результате боевых действий убито более 23 тыс. боевиков антиправительственных вооружённых формирований, 159 танков, 57 боевых машин пехоты, более 900 артиллерийских систем и около 3 тыс. автомобилей с крупнокалиберными пулемётами.
30 сентября 2020 года Сергей Шойгу заявил, что «за это время было убито 865 лидеров бандформирований и более 133 тысяч боевиков (4,5 тысячи из них — из России и стран СНГ)».

## Военные преступления
Международные правозащитные организации многократно обвиняли Россию в совершении военных преступлений в Сирии в ходе вооруженных действий, что отрицалось российской стороной.
По словам представителей международной неправительственной организации «Amnesty International», за три месяца (с декабря 2015 по февраль 2016 года) российские ВКС и правительственные войска Сирии как минимум шесть раз «целенаправленно атаковали» больницы, медицинские центры и клиники на севере сельской части провинции Алеппо, в результате чего погибли не менее трёх мирных жителей. Кроме того, в декабре 2015 года они заявили о наличии доказательств, позволяющих подозревать российскую авиацию в использовании неуправляемых бомб в густонаселённых районах, а также применении кассетных бомб.
Российские власти утверждения о гибели мирных жителей и об атаках на госпитали неизменно отвергали; официальный представитель генсека ООН Фархан Хак 23 декабря 2015 года заявил, что ООН не может независимо подтвердить информацию о случаях, которые перечислены в докладе «Amnesty International». При этом российскими властями отрицался сам факт наличия кассетных бомб на российской авиабазе Хмеймим, однако видеорепортаж российского телеканала RT в июне 2016 года засвидетельствовал наличие таковых.
В октябре 2019 года газета The New York Times опубликовала расследование о налётах российской авиации на больницы в Сирии, в котором утверждается, что 5 и 6 мая авиация Минобороны России нанесла серию ударов на северо-западе Сирии. В том числе налётам подверглись четыре объекта невоенного назначения — больницы Набад-аль-Хайят, Кафр-Набл, Кафр-Зита и Аль-Амар. Все четыре больницы были в списке медицинских организаций, составленном в Сирии и переданным в ООН для того, чтобы предотвратить нападения на них. The New York Times со ссылкой на сирийских медиков пишет, что координаты больниц могли быть взяты российской авиацией из этого списка. Всего, по данным The New York Times — газета ссылается на сообщения американской правозащитной организации Physicians for Human Rights («Врачи за права человека») — с начала гражданской войны в Сирии было совершено 583 нападения на больницы и госпитали. 266 произошли после сентября 2015 года, когда военную операцию в стране начала Россия. Жертвами ударов стали не менее 916 медработников. The New York Times отмечает, что нападение на объекты медицинской инфраструктуры может считаться военным преступлением. Впоследствии журналисты The New York Times за данное расследование были удостоены Пулитцеровской премии.
В феврале 2020 года Министр иностранных дел Германии Хайко Маас, выступая на заседании Совета Безопасности ООН, обвинил президента Сирии Башара Асада и Россию в совершении военных преступлений на северо-западе Сирии. Маас заявил, что там подвергают бомбардировке такие объекты гражданской инфраструктуры, как больницы и школы.
2 марта 2020 года Международная независимая следственная комиссия по Сирии, работающая под эгидой ООН, опубликовала доклад, который ещё не был рассмотрен СПЧ ООН, включающий обвинения России в том, что она наносит неизбирательные удары по населённым пунктам в сирийской провинции Идлиб, что является военным преступлением. В докладе Комиссии заявляется, что атакам военных России и Сирии подвергаются в том числе медучреждения и места дислокации мирных жителей. В качестве примера подобных преступлений в докладе названы два налёта на рынок в городе Маарет-эн-Нууман, произошедшие один за другим утром 22 июля 2019 года. В результате этих атак погибли как минимум 60 мирных жителей, в том числе несколько детей, указано в документе. Другим примером является нападение на находящийся в двух километрах от города Хаас лагерь, где располагались перемещённые мирные жители 16 августа 2019 года. В то же время в докладе оговаривается, что Минобороны РФ отрицает, что российская авиация 22 июля 2019 года находилась вблизи города Маарет-эн-Нууман. Комиссия рекомендовала при проведении операций в Сирии принимать меры предосторожности, чтобы минимизировать ущерб, наносимый гражданскому населению. Предложено провести «независимое, беспристрастное и вызывающее доверие расследование инцидентов», к которым причастны вооружённые силы той или иной страны, и привлечь виновных к ответственности.
В мае 2020 года международная неправительственная организация Amnesty International выпустила отчёт, в котором указывается, что российская авиация, а также самолёты правительства Сирии в последние месяцы регулярно наносили авиаудары по школам и больницам в провинциях Идлиб, Хама и Алеппо на северо-западе страны. В общей сложности, по данным Amnesty International, российские и сирийские войска в период с 30 апреля 2019 года по 29 февраля 2020-го нанесли удары по 53 медицинским учреждениям и 95 школам. Многие из атакованных объектов, отмечают правозащитники, входили в базу данных ООН: местоположение попавших туда больниц, школ и других зданий, используемых в гуманитарных целях, делают известным для всех сторон конфликта, специально чтобы избежать атак по ним. В общей сложности правозащитники детально задокументировали 18 из этих атак, которые пришлись на три провинции — Идлиб, западную часть Алеппо и часть территории Хамы. Полученные данные, по утверждению Amnesty International, подтверждают, что некоторые действия России и армии Башара Асада в регионе являются военными преступлениями.
В октябре 2020 года международная неправительственная организация Human Rights Watch опубликовала доклад, в котором подводит итоги 11-месячных наступательных операций сирийско-российских сил по возвращению Идлиба под контроль Дамаска. В докладе говорится, что десятки сухопутных и авиационных ударов по медицинским объектам, школам и рынкам привели к гибели десятков гражданских лиц, вызвали огромную волну беженцев, лишили людей права на здоровье, образование, воду и жилище. Все эти действия, по мнению авторов доклада, подпадают под определение военных преступлений, а ответственных за некоторые из них HRW подозревает в преступлениях против человечности. Задокументированы 46 военных нападений в нарушение законов и обычаев войны, в том числе с использованием кассетных боеприпасов, в результате которых прямо или косвенно пострадали гражданские объекты и инфраструктура в Идлибе. Погибли по меньшей мере 224 гражданских лица, 561 человек был ранен. Эти эпизоды составляют лишь малую часть всех ударов по Идлибу и прилегающим территориям в рассматриваемый период. По утверждению HRW сирийско-российские удары по больницам, школам и рынкам в Идлибе продемонстрировали полное пренебрежение жизнями гражданского населения, неоднократные незаконные нападения представляются частью сознательной военной стратегии по уничтожению гражданской инфраструктуры и принуждению жителей к уходу, чтобы облегчить правительству возвращение этой территории под свой контроль. В результате наступления 1,4 млн человек были вынуждены покинуть свои дома.

## Взаимодействие с другими странами
С сентября 2015 года Россия, Сирия, Иран и Ирак согласовывают действия через расположенный в Багдаде «Международный координационный центр по борьбе с ИГ».
С самого начала операции, как заявляли официальные представители Минобороны России, авиаудары в интересах обеспечения боевых действий сирийской армии планировались в тесной координации с сирийскими штабами и на основе данных воздушной разведки, в ходе которых уточнялись данные, получаемые от сирийской стороны.
23 февраля 2016 года Минобороны России открыло на территории авиабазы Хмеймим Координационный центр по примирению враждующих сторон на территории Сирийской Арабской Республики (начальник центра — генерал-лейтенант Сергей Кураленко), в состав которого вошли группы анализа и планирования, ведения переговоров, заключения соглашений и взаимодействия с зарубежными организациями, информационной поддержки, оказания гуманитарной помощи населению Сирии. В задачи Центра входит содействие переговорному процессу о примирении между представителями правительства Башара Асада и противоборствующими ему формированиями (кроме «ИГ», «Фронта ан-Нусра» и других организаций, признанных террористическими Совбезом ООН), заключение соглашений о прекращении огня, взаимодействие с международными организациями по вопросам доставки населению Сирии гуманитарной помощи и возвращению беженцев.

### США и международная коалиция по борьбе с ИГ
Контакты между военными ведомствами России и США были разорваны в 2014 году в связи с аннексией Крыма Россией. Осенью 2015 года, после прошедших 28 сентября переговоров на высшем уровне, эти контакты были возобновлены. Президенты Обама и Путин договорились о контактах между военными во избежание конфликтов и для исключения взаимных помех операциям в Сирии. При этом Россия отказалась присоединиться к действующей под эгидой США международной коалиции, сославшись на то, что эта коалиция действует в Сирии без мандата Совета безопасности ООН и не имея согласия законного правительства Сирии. Вместе с тем российское руководство заявило, что «как минимум» стремится избегать недопонимания с коалицией, а «как максимум» — сотрудничать, чтобы «борьба против терроризма велась более эффективно». 20 октября вступил в силу Меморандум о безопасности полётов над Сирией. Документ регламентирует полёты самолётов и БПЛА над Сирией, определяет каналы связи между военными России и США, а также механизм взаимодействия при кризисных ситуациях, но не предполагает обмена разведданными и координации целей ударов. Достигнуты соглашения о минимальных безопасных дистанциях между самолётами России и США.
17 июня 2016 года министр обороны США Эштон Картер обвинил Россию в игнорировании просьб не бомбить отряды сирийской оппозиции, которые действуют при поддержке США на юге Сирии. По данным CNN, 16 июня два истребителя-бомбардировщика Су-34 в районе Эт-Танф сбросили на позиции боевиков бомбы и кассетные боеприпасы. Российская сторона, комментируя этот инцидент, заявила, что российским силам трудно различать отряды умеренной оппозиции, поддерживаемые США, и отряды «Фронта ан-Нусры», считающиеся террористическими. Официальный представитель Минобороны РФ генерал-майор Игорь Конашенков подчеркнул, что российское оборонное ведомство в течение нескольких месяцев безуспешно предлагало американским коллегам составить единую карту мест расположения действующих в Сирии сил.
9 сентября 2016 года в Швейцарии министр иностранных дел России Сергей Лавров и госсекретарь США Джон Керри достигли соглашения о многоступенчатом плане по Сирии. Он, в частности, включал в себя введение режима прекращения огня, размежевание оппозиции и террористических группировок, создание демилитаризованной зоны в районе дороги Кастелло для обеспечения беспрепятственного гуманитарного доступа в Алеппо. Было также согласовано создание российско-американского центра для размежевания оппозиции и террористических группировок. Достигнутые договорённости, однако, были сорваны из-за ряда инцидентов, произошедших после вступления в силу режима прекращения огня. 17 сентября в результате авиаудара, нанесённого по городу Дейр-эз-Зор возглавляемой США коалицией, погибли более 60 сирийских военнослужащих и около 100 человек получили ранения, чем немедленно воспользовались формирования ИГ, осаждавшие сирийскую авиабазу на окраине города. 19 сентября в окрестностях Алеппо был нанесён удар по совместному гуманитарному конвою ООН и Сирийского общества Красного Полумесяца, в результате чего погибли по меньшей мере 18 человек. США возложили ответственность за инцидент на Россию и сирийские власти. 3 октября Госдепартамент США заявил о приостановлении своего участия в двусторонних каналах связи с Россией, установленных с целью поддержания режима прекращения боевых действий в Сирии, и приостановил переговоры об имплементации мирного соглашения в этой стране. США отозвали из Сирии свой персонал, который должен был участвовать в создании Совместного центра по имплементации.
14 ноября 2016 года, в ходе первого телефонного разговора президента РФ Владимира Путина с избранным президентом США Дональдом Трампом, была достигнута договорённость «о необходимости объединения усилий в борьбе с общим врагом номер один — международным терроризмом и экстремизмом» и обсуждались вопросы совместного урегулирования кризиса в Сирии. Трамп, вступивший в должность в январе 2017 года, провозгласил одной из своих задач победу над «Исламским государством». В связи с этим он заявил о готовности взаимодействовать с Россией в борьбе с ИГ, однако взаимодействие двух международных антитеррористических коалиций, возглавляемых Россией и США, по большей части ограничивалось использованием телефонных каналов связи для предотвращения возможных инцидентов.

### Израиль
Координацию также удалось наладить между центром управления ВКС РФ в Сирии и ВВС Израиля. Россия, однако, неоднократно была вынуждена заявлять протесты в связи с авиаударами ВВС Израиля по сирийской территории, ставившими под угрозу жизнь российских военнослужащих. В ночь на 18 сентября 2018 года в ходе израильского авианалёта по сирийским объектам в районе города Латакия сирийские подразделения ПВО, пытаясь отразить удары с помощью ЗРК С-200, сбили российский самолёт радиоэлектронной разведки и радиоэлектронной борьбы Ил-20М, заходивший в это время на посадку на авиабазе Хмеймим. Все 15 человек, находившиеся на борту, погибли. Минобороны РФ возложило ответственность за гибель российского самолёта на израильские самолёты, которые осуществляли заход на цели на малой высоте со стороны Средиземного моря, фактически прикрываясь российским самолётом, и подставили его под огонь сирийской ПВО.

### Турция
Турция обвиняла российские ВКС в нарушении воздушного пространства Турции в районе сирийско-турецкой границы и заявляла об «опасных сближениях» российской и турецкой военной авиации. 6 октября Турция предложила России создать рабочую группу по согласованию действий в Сирии на уровне министерств обороны двух стран. 17 октября премьер-министр республики Ахмет Давутоглу заявил, что турецкие войска будут сбивать самолёты, нарушившие воздушное пространство страны. 20 октября была организована прямая телефонная линия между министерствами обороны РФ и Турции по вопросам предотвращения воздушных происшествий в небе над Сирией. Несмотря на эти шаги, 24 ноября турецким истребителем F-16 был сбит российский бомбардировщик Су-24. Этот инцидент повлёк длительное ухудшение российско-турецких отношений. Минобороны России объявило о прекращении военных контактов с Турцией, сама же Турция отказалась присоединяться к созданной Россией коалиции. Россия обвинила Турцию в покупке контрабандной нефти у ИГ и опубликовала снимки колонн бензовозов у границы Турции, идущих с территории, подконтрольной боевикам.
Лишь летом 2016 года, после попытки военного переворота в Турции, отношения между странами стали налаживаться. 19 декабря 2016 года в Анкаре был убит посол России в Турции Андрей Карлов. Убийцей оказался турецкий полицейский, причиной убийства стала месть России за бомбардировки Алеппо. Турецкое руководство осудило действия убийцы и выразило глубокие соболезнования России.

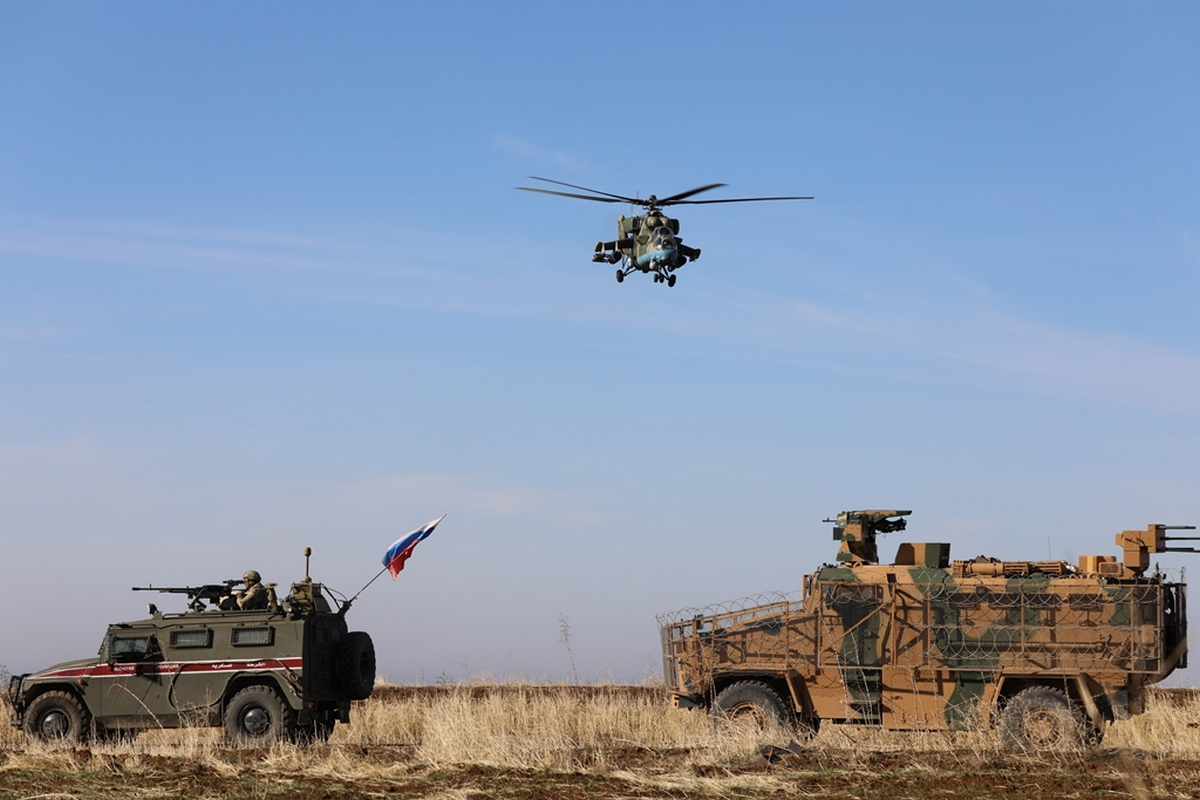
Совместный российско-турецкий патруль в провинции Эль-Хасеке

В январе 2017 года Россия и Турция начали совместную операцию против ИГ на северо-западе Сирии. 18 января 2017 года ВКС России впервые в истории нанесли удары по террористическим группировкам совместно с ВВС Турции, государства — члена НАТО. 3 февраля 2017 года в результате непреднамеренного удара ВКС России погибли 3 турецких военнослужащих и ещё 11 были ранены, однако инцидент между сторонами был улажен.
В 2018 году, после успешного наступления сирийской армии в провинции Идлиб, в регион по договорённости были введены турецкие военные, которые установили наблюдательные пункты в зоне деэскалации.
В октябре 2019 года Россия и Турция договорились о совместном патрулировании сирийско-турецкой границы и создании на этой территории буферной зоны.
В начале 2020 года в зоне деэскалации Идлиб произошло резкое обострение. Сирийская армия перешла в масштабное наступление, и в регион были введены подразделения турецкой армии. 27 февраля 2020 года в результате авиаудара, который нанесли ВКС России, либо ВВС Сирии, погибло 33 турецких военнослужащих. Лишь 5 марта в результате переговоров в Москве, конфликт между сторонами удалось уладить. Были созданы новые зоны деэскалации и стороны приступили к совместному патрулированию.

### Взаимодействие России, Ирана и Турции
Подводя в ноябре 2017 года итоги «работы в Сирии за последние два года», президент Владимир Путин самым значимым результатом назвал создание усилиями России, Турции и Ирана зон деэскалации. Договорённости об их создании были выработаны в рамках переговорного процесса в Астане, инициированного в январе 2017 года этими тремя государствами. Как показало дальнейшее развитие событий, именно ускоренный переход к новому этапу сирийского урегулирования к концу 2017 года стал основной задачей российской дипломатии на Ближнем Востоке. Этот этап предполагает завершение активной фазы боевых действий и начало межсирийского диалога с максимально широким вовлечением в него национальных и религиозных групп.
Объявив о предстоящем завершении своей военной операции, Россия предложила провести в Сочи Конгресс народов Сирии. В Сочи в конце ноября прошла встреча президентов России, Турции и Ирана. Саммиту предшествовали приезд в Сочи президента Сирии Башара Асада и его переговоры с Владимиром Путиным, в ходе которых обсуждались сценарии переходного периода. Благодаря усилиям политиков и дипломатов Конгресс сирийского национального диалога состоялся 29-30 января 2018 года. На форуме было принято решение о формировании конституционного комитета для выработки нового основного документа Сирии.
19 июля в Тегеране прошла трехсторонняя встреча с участием лидеров России, Турции и Ирана. По оценке Newsweek главы стран нашли точки соприкосновения в противодействии политике США в Сирии. После совместных переговоров лидеры провели отдельные двусторонние встречи. Сообщается, что они согласились с необходимостью вывода американских войск из Сирии.
Лидеры также обсуждали планы Турции по военному вторжению в северную Сирию, нацеленному на союзное США курдское ополчение. Президент Турции Реджеп Эрдоган описал возможную операцию как способ защитить турецкую границу от курдских боевиков и создать зону, в которую смогут вернуться некоторые из миллионов сирийских беженцев, перебравшихся в Турцию во время войны. Лидер Ирана аятолла Али Хаменеи предостерег Эрдогана от проведения такой операции. На отдельной встрече он сказал ему, что любое военное нападение на севере Сирии нанесёт ущерб Турции, Сирии и всему региону. Владимир Путин заявил, что участники переговоров согласовали декларацию о совместной работе для «нормализации ситуации» в Сирии. Президент дал понять, что для него это означает устранение любого вмешательства Запада и обеспечение правления президента Сирии Башара Асада.

## Гуманитарная помощь

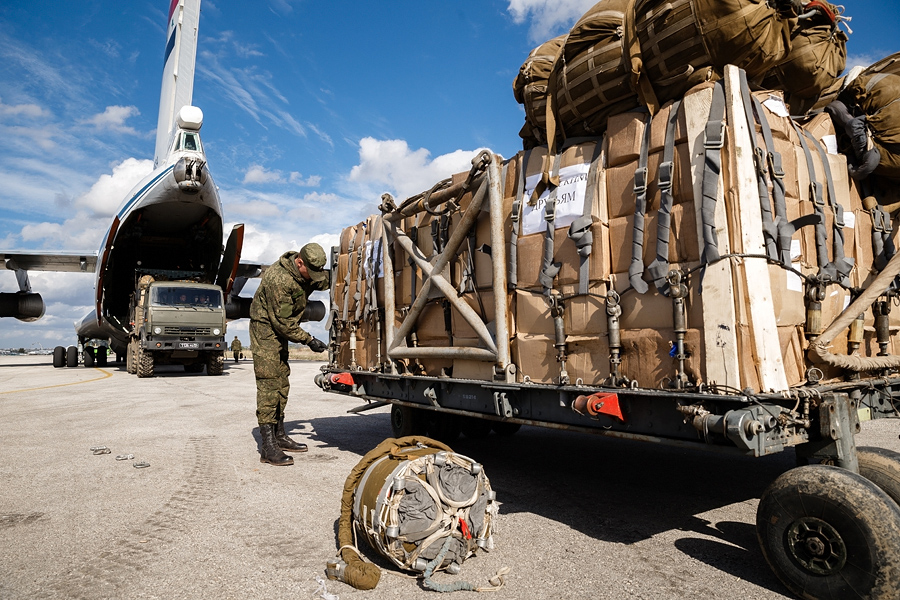
Платформы с российской гуманитарной помощью. Хмеймим, 20 января 2016 года

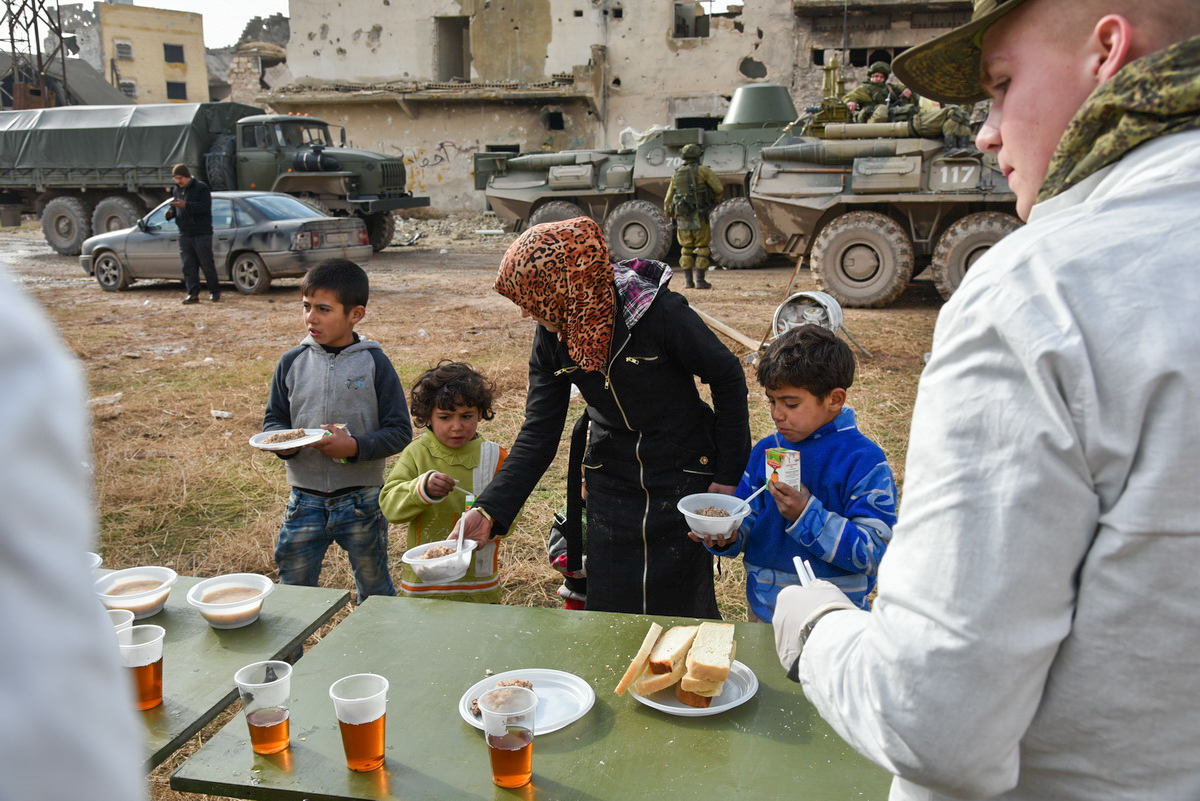
Солдатская каша от МПМЦ ВС РФ. Алеппо, 23 декабря 2016 года

### Поставки гуманитарной помощи
В 2015 году Правительство РФ выделило на оказание Сирии гуманитарной помощи 2 млн долларов. В январе 2016 года Россия поставила 22 тонны гуманитарной помощи для нескольких сирийских городов.
С середины февраля 2016 года сирийские военно-транспортные самолёты при поддержке российских истребителей Су-30 сбрасывали гуманитарную помощь жителям осаждённого боевиками города Дейр-эз-Зор при помощи грузовых парашютов.
Гуманитарная помощь поставляется также гуманитарными конвоями. Помощь идёт через Координационный центр по примирению враждующих сторон на территории Сирийской Арабской Республики, в составе которого работает Группа оказания гуманитарной помощи населению Сирии.
Летом 2016 года Россия и Сирия развернули широкомасштабную гуманитарную операцию в Алеппо.
Помимо государства, помощь Сирии оказывается российскими политическими партиями (КПРФ, ЛДПР, Справедливая Россия). Любая организация может подать заявку на оказание гуманитарной помощи мирному населению продовольственными товарами, одеждой и товарами для детей, отправив заявку в Национальный центр управления обороной Российской Федерации на официальном сайте Минобороны России.
По линии МЧС России гуманитарная помощь гражданам Сирии оказывается, начиная с 2012 года.

### Оказание медицинской помощи мирному населению
Медики ВС России оказывают сирийским врачам помощь в лечении гражданского населения. Дети, страдающие тяжёлыми заболеваниями, доставляются для лечения в Военно-медицинскую академию имени С. М. Кирова. С конца ноября 2016 года в Сирии развёрнуты мобильные госпитали Минобороны России (МОСН) и МЧС, направлены врачи Центроспаса.
После освобождения Пальмиры весной 2016 года в ней развёрнут полевой госпиталь для местных жителей и механизированный хлебозавод.
Личный состав госпиталя был развёрнут из медицинского отряда специального назначения в количестве 50 медиков-военнослужащих, прибывших из Восточного военного округа. МОСН работал в Сирии с апреля по июнь 2016 года. За это время медпомощь была оказана более чем 200 пациентам.
В конце ноября 2016 года в Сирию по поручению президента России Владимира Путина был переброшен 697-й медицинский отряд специального назначения Восточного военного округа, дислоцированный в Хабаровске. За время работы была оказана медицинская помощь более чем 5 тысячам жителей Сирии, 415 человек прошли лечение в стационаре, 100 человек были прооперированы. Военные медики также сопровождали гуманитарные колонны и осматривали больных в составе выездных бригад. 5 декабря 2016 года «умеренной оппозицией» был произведён миномётный обстрел развёрнутого для оказания медицинской помощи населению МОСНа. В результате прямого попадания мины в приёмное отделение погибли две медсестры и был ранен врач-педиатр.
17 января 2017 года отряд был выведен в Россию. На смену 697-му МОСНу был направлен 35-й отдельный медицинский отряд (ОМО) ВДВ из Пскова. Далее, на основе ротации, по три месяца в Сирии работают различные медицинские отряды ВС России составом около 100 военных врачей и младших медицинских специалистов. На декабрь 2017 года сводный медицинский отряд насчитывал 240 военных врачей.

## Финансирование операции
Официальные данные по стоимости операции засекречены. Председатель правительства РФ Дмитрий Медведев в декабре 2015 года заявил, что расходы на действия России в Сирии полностью укладываются в параметры бюджета Минобороны. Позднее это подтвердила заместитель министра обороны РФ Татьяна Шевцова.
По оценкам Jane’s Information Group на октябрь 2015 года, возможные затраты России в тот период составляли от 2,3 до 4 млн долларов в день. В эту оценку не вошла стоимость 26 крылатых ракет, запущенных по целям в Сирии 7 октября 2015 года. По оценке РосБизнесКонсалтинга (РБК), пуск этих ракет обошёлся в 20-60 млн долларов. По подсчётам РБК 2015 года, затраты Минобороны России на операцию составляли 2.5 млн долларов в день (в 2016 году издание оценило годовые расходы в 58 млрд руб.). По мнению специалистов Jane’s Information Group, сравнительно низкий уровень затрат России на военную операцию объясняется налаживанием морского снабжения, невысокими выплатами военнослужащим, более низкими расходами на медицинское обслуживание и снабжение продовольствием военного контингента, а также его компактным расположением. По мнению бывшего министра финансов РФ Алексея Кудрина, «в среднесрочном периоде Сирия не является сильным обременением». Другие российские и зарубежные эксперты указывают на невозможность достоверно установить стоимость операции, но согласны с незначительной долей расходов в военном бюджете. По мнению специалистов, одним из источников финансирования операции может быть сокращение затрат на техническое переоснащение ВС России; кроме того, Россия может снижать расходы на операцию за счёт использования боеприпасов с истекающим сроком хранения, а также возлагая оплату части авиатоплива на сирийскую сторону.
По оценке Лондонского института военных исследований Royal United Services Institute, Сирия обходилась российскому бюджету примерно в 4 млн долларов в день до середины ноября 2015 года, когда Россия резко нарастила присутствие военной техники и живой силы в зоне конфликта, что увеличило издержки до 8 млн долларов в день, или почти 3 млрд долларов в годовом исчислении.
В марте 2016 года пресс-секретарь президента РФ Дмитрий Песков опроверг оценку стоимости операции ВКС в Сирии, названную РБК, Bloomberg и иными источниками.
Военный эксперт, член Общественного совета при Министерстве обороны Российской Федерации Игорь Коротченко заявил в октябре 2015 года, что операция России в Сирии проводится в рамках выделенного военного бюджета, без привлечения дополнительных средств.
17 декабря 2015 года президент РФ Владимир Путин заявил, что Россия может довольно долго тренировать в Сирии свои ВКС «без существенного ущерба» для бюджета страны. 17 марта 2016 года Путин уточнил, что на проведение военной операции в Сирии было выделено 33 млрд рублей, которые сначала были заложены в бюджет Министерства обороны РФ на проведение учений и боеподготовку в 2015 году. По словам Путина, расходы на операцию ВКС РФ были оправданы и необходимы. По мнению экспертов, ещё около 10 млрд рублей могут потребоваться для пополнения арсеналов и ремонта авиатехники.
При этом ожидается, что Россия сможет намного больше заработать на сирийской операции: c её началом ФСВТС зафиксировала увеличение спроса на российские оружие и технику, использовавшиеся в боевых действиях. Сумму потенциальных экспортных контрактов на ближайшие годы журналист ИД «Коммерсантъ» Иван Сафронов оценивал в 6—7 млрд долларов, или 420—490 млрд рублей.
По подсчётам партии «Яблоко», расходы на военную операцию в Сирии за период с конца сентября 2015 года по июнь 2017 года могли составлять от 108 млрд до 140 млрд руб. Так, по подсчётам, боевые вылеты российской авиации в Сирии обошлись в сумму от 90 млрд до 117 млрд руб., ещё от 3.5 млрд до 6.3 млрд руб., считают в партии, было потрачено на пуски 71 крылатой ракеты типа «Калибр». Ущерб от потерь военной техники был оценён в 9.3—11.5 млрд руб.; 3.8 млрд руб. было потрачено, согласно расчётам, на выплаты военнослужащим и их питание, 102 млн руб. — на выплаты семьям погибших военных.

## Общие оценки
Военная операция в Сирии стала первой в истории постсоветской России, когда российские военные приняли участие в активных боевых действиях за пределами бывшего СССР. Как указывает авторитетный американский журнал «Military Review», вступление России в конфликт совпало с проведением модернизации и масштабных реформ российских вооружённых сил. Им пришлось приступить к боевой работе в условиях недостаточного опыта экспедиционных операций, ограниченных возможностей по дальнему снабжению, обеспечению и задействованию инфраструктуры удалённого театра военных действий. Вначале было совершенно непонятно, окажут ли те силы, которые Россия сможет выделить для Сирии, значимое влияние на события. Кроме этого, сами российские военачальники были невысокого мнения о боеспособности сирийской армии, а взаимодействие с Ираном и шиитским ополчением «Хезболла» значительно затрудняло координацию усилий. Более того, российское руководство сделало всё, чтобы минимизировать шансы на втягивание страны в долгосрочную кампанию, где местные игроки могли бы спекулировать на интересах своего покровителя, увязшего в конфликте. Для этого в ходе боевых действий поддерживалась возможность оперативного вывода в любой момент всех задействованных сил. Даже после серьёзных инвестиций в сирийскую инфраструктуру российский Генеральный штаб продолжал ограничивать состав введённого войскового контингента исходя из принципа минимальной необходимости. На ранних этапах это порождало определённый скепсис по поводу перспектив российской операции. Как правило, эти сомнения основывались на неудачном опыте западных стран в ходе экспедиционных войн на Ближнем Востоке.
Тем не менее, как считают американские эксперты, вступление России в конфликт позволило радикальным образом изменить направленность и характер военных действий. К началу 2018 года стало понятно, что коалиция сил, ведомая Россией (Сирия, Иран и разнообразные местные ополчения), в общем уже близка к выполнению своих главных военно-стратегических задач. Этот военный успех привёл к достижению политических преимуществ и установлению политического соглашения на российских условиях. В дополнение к этому, Турция и Саудовская Аравия убедились в бесперспективности участия в войне спонсируемых ими группировок, а США были вынуждены отказаться от намерения сменить власть президента Башара Асада.
Сирия была использована российской армией как полигон для испытания новых боевых платформ и систем вооружений. Благодаря частым ротациям сирийская операция оказала огромное влияние на повышение опыта личного состава. Помимо этого, ожидается, что продвижение командного состава, получившего в Сирии свой боевой опыт, окажет воздействие на российскую военную мысль и технологии принятия решений на годы вперёд.
22 августа 2018 года Минобороны России опубликовало видеоотчёт о результатах операции ВС РФ в Сирии под названием «Итоги в цифрах». В нём говорится, что боевой опыт в Сирии получили 63 012 российских военнослужащих, из них почти половина (25 738 человек) — офицеры. Также в операции в Сирии участвовали 434 генерала. Через группировку войск в Сирии прошли все командующие войсками военных округов, общевойсковых армий и армий ВВС и ПВО, командиры дивизий, а также 95 % командиров общевойсковых бригад и полков. Боевой опыт в Сирии получили более 90 % экипажей армейской авиации, 87 % оперативно-тактической (фронтовой) и 60 % Дальней авиации Российской Федерации. За время операции был апробирован 231 образец оружия, авиация совершила более 39 тысяч боевых вылетов, в 189 боевых походах приняли участие 86 кораблей, 14 подводных лодок и 83 судна обеспечения ВМФ Российской Федерации.
18 декабря 2018 года министр обороны Российской Федерации генерал армии Сергей Шойгу сообщил на годовой коллегии ведомства о завершении вывода основной российской группировки из Сирии: «На территорию России выведена техника и вооружение, не входящие в состав наших баз в Хмеймиме и Тартусе. Численный состав группировки сокращён и доведён до установленного штата, достаточного для выполнения задач». Шойгу уточнил, что состав остающейся в Сирии группировки типовой, сопоставимый с российскими военными базами в Армении, Киргизии и Таджикистане. На территории Сирии продолжает функционирование российский Центр по примирению враждующих сторон, в Сирии началась реализация программы по восстановлению мирной жизни и возвращению беженцев, для координации которой в России, Сирии, Ливане и Иордании созданы межведомственные координационные штабы.

## Комментарии
1. ↑  См.:[48][49][50][51][52][53]
2. ↑  См.:[58][59][60][61][62][63][64][65]